# Leichtathletik-Weltmeisterschaften 2017
| Medaillenspiegel (Endstand nach 48 Entscheidungen) | Medaillenspiegel (Endstand nach 48 Entscheidungen) | Medaillenspiegel (Endstand nach 48 Entscheidungen) | Medaillenspiegel (Endstand nach 48 Entscheidungen) | Medaillenspiegel (Endstand nach 48 Entscheidungen) | Medaillenspiegel (Endstand nach 48 Entscheidungen) |
| Pl.                                                | Land                                               | G                                                  | S                                                  | B                                                  | Su.                                                |
| -------------------------------------------------- | -------------------------------------------------- | -------------------------------------------------- | -------------------------------------------------- | -------------------------------------------------- | -------------------------------------------------- |
| 1                                                  | USA                                                | 10                                                 | 11                                                 | 9                                                  | 30                                                 |
| 2                                                  | Kenia                                              | 5                                                  | 2                                                  | 4                                                  | 11                                                 |
| 3                                                  | Südafrika                                          | 3                                                  | 1                                                  | 2                                                  | 6                                                  |
| 4                                                  | Frankreich                                         | 3                                                  | –                                                  | 2                                                  | 5                                                  |
| 5                                                  | China                                              | 2                                                  | 3                                                  | 2                                                  | 7                                                  |
| 6                                                  | Großbritannien                                     | 2                                                  | 3                                                  | 1                                                  | 6                                                  |
| 7                                                  | Äthiopien                                          | 2                                                  | 3                                                  | –                                                  | 5                                                  |
| 8                                                  | Polen                                              | 2                                                  | 2                                                  | 4                                                  | 8                                                  |
| 9                                                  | Authorised Neutral Athletes                        | 1                                                  | 5                                                  | –                                                  | 6                                                  |
| 10                                                 | Deutschland                                        | 1                                                  | 2                                                  | 2                                                  | 5                                                  |
| Vollständiger Medaillenspiegel                     |                                                    |                                                    |                                                    |                                                    |                                                    |

Die 16. Leichtathletik-Weltmeisterschaften fanden vom 4. bis 13. August 2017 im London Stadium, dem ehemaligen Olympiastadion von London, statt.

## Vergabe

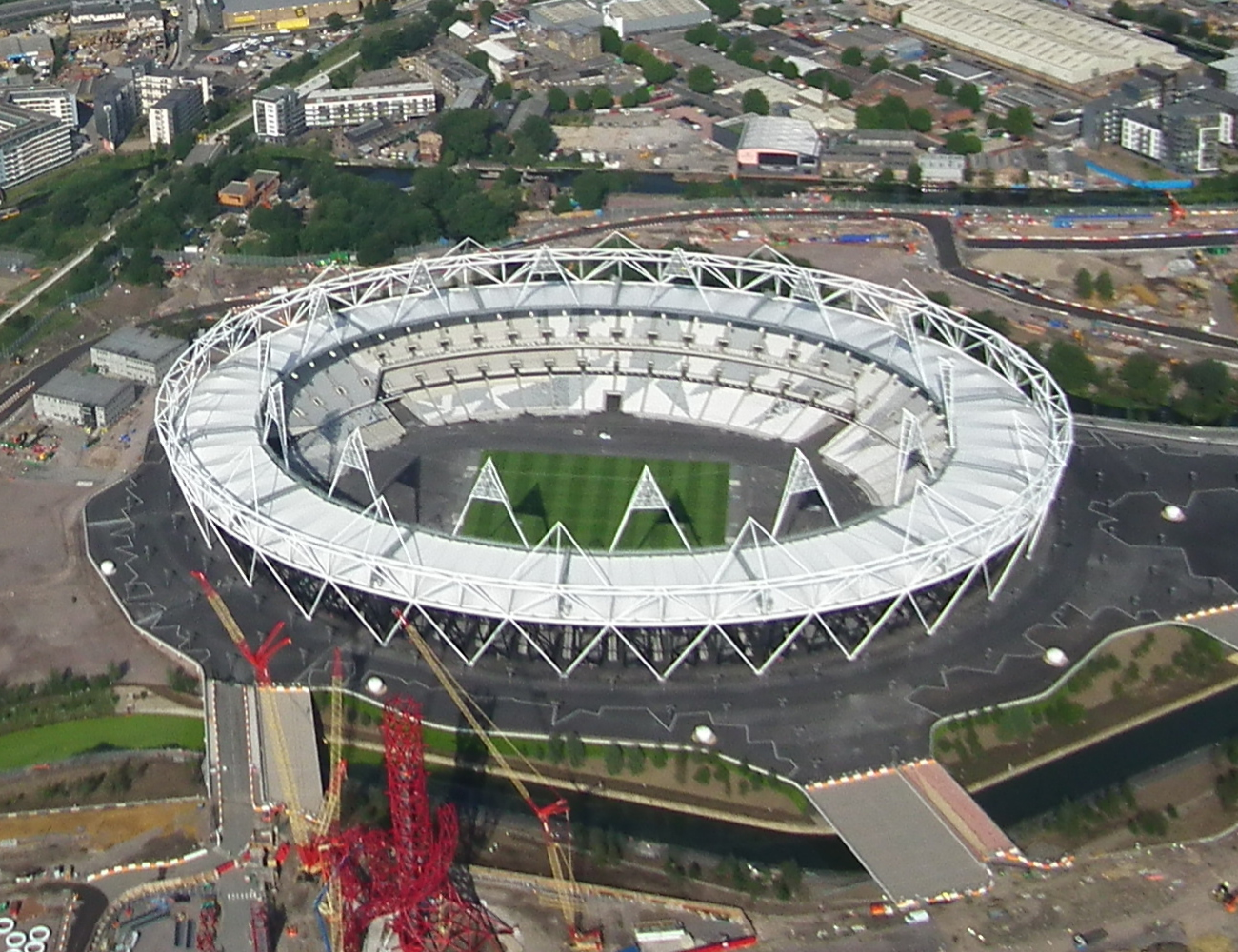
Das London Stadium während des Umbaus im Jahr 2011

Der Weltverband IAAF vergab die Wettbewerbe am 11. November 2011 in Monaco. Nachdem London seine Bewerbung für die Weltmeisterschaften 2015 zurückzog und somit Peking Ausrichter wurde, erhielt die britische Hauptstadt bei der Wahl für die Austragung 2017 den Zuschlag. Gegen die Bewerbung aus Doha in Katar setzte die britische Hauptstadt sich mit 16:10 Stimmen durch. Barcelona war Anfang September 2011 aus dem Rennen ausgestiegen, da der spanische Staat keine finanziellen Garantien für die Veranstaltung geben wollte.

## Stadion
Die Weltmeisterschaften fanden im London Stadium im Londoner Stadtteil Stratford statt. Das für die Olympischen Spiele 2012 errichtete Stadion hat seit seinem Umbau nach den Olympischen Spielen eine Kapazität von 60.000 Plätzen. Seit 2016 ist das Stadion Austragungsort der Fußballspiele des Londoner Fußballklubs West Ham United.

## Wettbewerbe
Im Wettkampfprogramm gab es eine einzige Änderung: Für die Frauen wurde mit dem 50-km-Gehen eine zweite Gehstrecke mit in das Angebot genommen. So stand zum ersten Mal für Frauen und Männer dieselbe Anzahl von Disziplinen auf dem Programm. Die Wettbewerbe unterschieden sich nur unwesentlich: Die Hürden für die Frauen waren etwas niedriger als bei den Männern, die kurze Hürdenstrecke führte bei den Frauen über 100, bei den Männern über 110 Meter. Ansonsten unterschieden sich nur noch die Gewichte der Stoß- und Wurfgeräte sowie die Anzahl und einzelnen Disziplinen im Mehrkampf: die Männer hatten einen Zehn-, die Frauen einen Siebenkampf im Programm.

## Organisation und Umfeld

### Übertragungsrechte

#### Deutschland
In Deutschland waren die Wettkämpfe im Programm von ARD und ZDF zu sehen. Beide Sender wechselten sich in der täglichen Berichterstattung und im abendlichen Hauptprogramm ab. Des Weiteren boten beide Sender aufgrund der Vielzahl der Disziplinen ein umfangreiches Live-Stream-Angebot auf den jeweiligen Internetportalen der Sender an. Dort wurden alle aus deutscher Sicht relevanten Wettkämpfe gezeigt, die nicht im Fernsehen zu sehen waren.

#### Österreich
In Österreich wurden die Weltmeisterschaften vom ORF auf dem Sender ORF SPORT + übertragen. Auf dem Sportsender waren sämtliche Abend-Sessions sowie an Wochenenden auch die Morgen-Sessions zu sehen.

#### Schweiz
Das Unternehmen SRF übertrug die Weltmeisterschaften in der Schweiz. Die TV-Übertragung aus London legte einen speziellen Fokus auf die Schweizer Athleten. Wie in Österreich zeigte das Unternehmen sämtliche Abend-Sessions sowie am Wochenende auch die Morgen-Sessions.

### Tickets
Der Vorverkauf für Eintrittskarten der Leichtathletikwettbewerbe im Stadion begann am 1. August 2016, ein Jahr vor der Eröffnung der Weltmeisterschaften. Die Preise der Eintrittskarten variierten je nach Kategorien im Stadion sowie der Finaldisziplinen der jeweiligen Sessions. Die Ticketpreise waren in die Kategorien A, B, C und D aufgeteilt, für die Kategorien C und D waren spezielle Tickets für Kinder erwerbbar.
| Kategorie | Preis (£) | Preis (€) | Preis (Kinder)   |
| --------- | --------- | --------- | ---------------- |
| A         | 95–155    | 105–172   | –                |
| B         | 75–125    | 83–138    | –                |
| C         | 60–80     | 66–88     | 9,58 £ (10,63 €) |
| D         | 35–45     | 38–49     | 9,58 £ (10,63 €) |

### Maskottchen

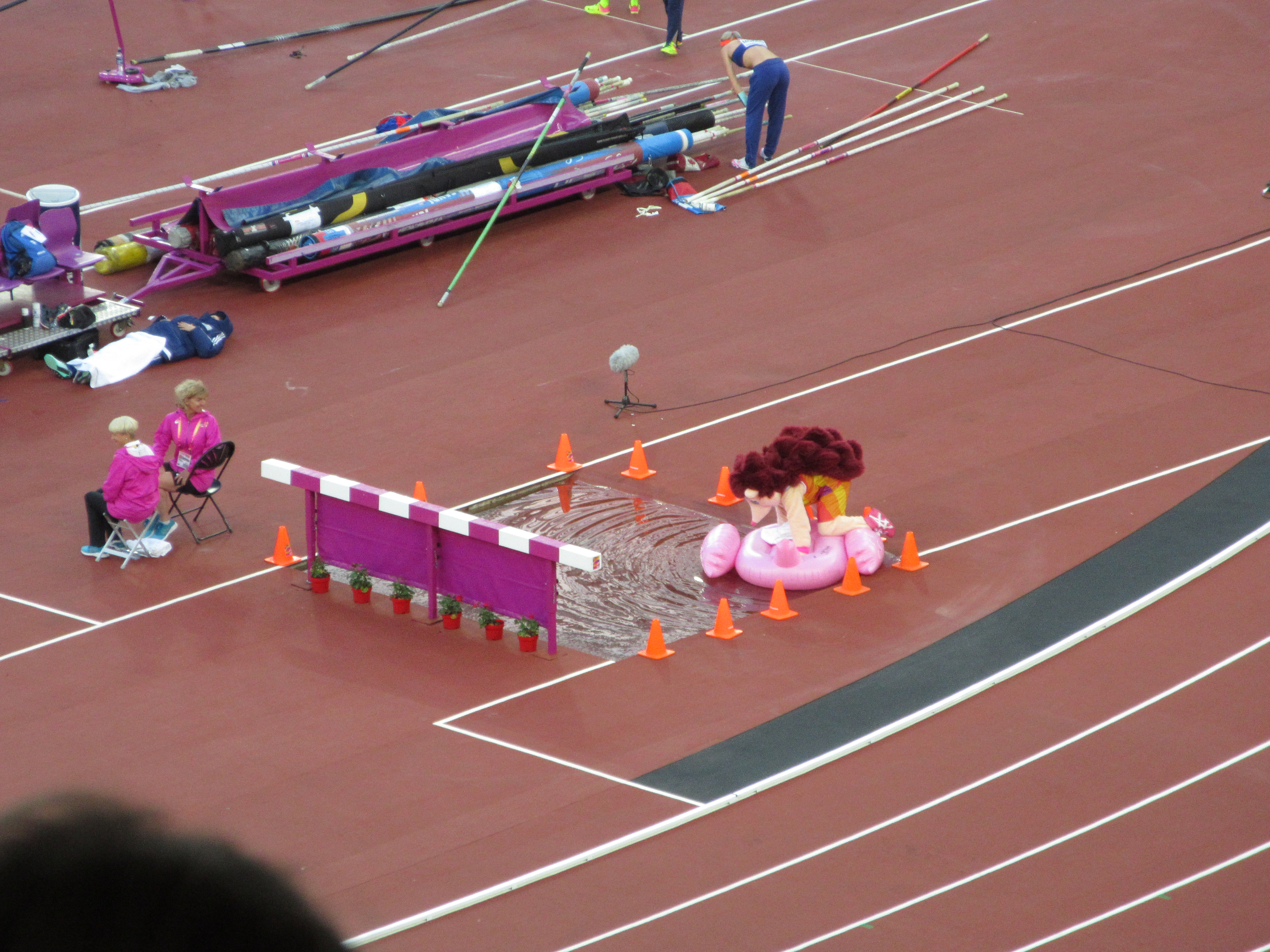
Das Maskottchen Hero the Hedgehog in Aktion am Wassergraben

Zur Bestimmung eines Maskottchens für die Weltmeisterschaften startete das lokale Organisationskomitee in Kooperation mit der BBC einen nationalen Wettbewerb, in welchem Kinder zwischen sechs und 15 Jahren ihr eigenes Maskottchen gestalten sollten. Aus über 4000 eingegangenen Vorschlägen wählte eine interne Jury, in welcher auch Jessica Ennis-Hill vertreten war, die 30 besten Vorschläge aus. Im April 2017 wurde Hero the Hedgehog (englisch Igel), gestaltet von einem neunjährigen Mädchen, als offizielles Maskottchen ausgewählt.

## Norovirus

### Beeinträchtigungen der Veranstaltung
Beeinträchtigt wurden die Wettbewerbe durch einen Norovirusausbruch bei vielen Mannschaften, demzufolge etliche Sportler zu Wettkämpfen nicht antraten oder ihre volle Leistung nicht abrufen konnten oder auch wegen der 48-Stunden-Quarantänevorschrift nicht starten durften.
So gab man beim deutschen Team Isolation und Quarantäne aus, im Hotel waren an allen Ecken Desinfektionsmittel griffbereit, das Essen wurde serviert, die Athleten und Betreuer mit Verhaltensmaßnahmen ausgerüstet, neu ankommende Athleten wurden in anderen Hotels untergebracht. Der Leitende Direktor Sport Idriss Gonschinska und sein Stab waren tagelang mit der Entwicklung immer neu anzupassender Verhaltensvorgaben, mit der Hotelsuche für die neu anreisenden Athleten und Trainer, der Koordination der zu verändernden Transfers zu den Trainings- und Wettkampfanlagen beschäftigt, und die Athleten mussten auch bis zur Anreise eigentlich nicht geplanter neuer Therapeuten zwischenzeitlich auf physiotherapeutische Maßnahmen weitestgehend verzichten. Welche Sportler erkrankten, wurde auf Grund der Verschwiegenheitspflicht nicht bekannt gegeben.

### Kritik und Kontroversen zu Startverboten
Auf Grund des Ausbruchs der hochansteckenden Noroviren gab es u. a. Kontroversen um die Startberechtigungen des botswanischen Sprinters Isaac Makwala, der sich für das Finale des 400-Meter-Laufs qualifiziert hatte, daran jedoch nicht teilnehmen durfte, da ihm der Leichtathletik-Weltverband IAAF auf Empfehlung der staatlichen Gesundheitsbehörde Public Health England den Zutritt zum Stadion verweigerte, da eine 48-stündige Quarantäne angeordnet war. In Folge dieser Quarantäne verpasste der Sprinter auch den Vorlauf über 200 Meter, sodass er zunächst nicht für das Finale qualifiziert war. Makwala sprach im Zusammenhang mit seiner Sperre von „Sabotage“.
Der IAAF-Präsident Sebastian Coe stritt diese Vorwürfe ab. Nach Ablauf der 48-stündigen Quarantäne durfte Makwala den Vorlauf als Einzelstarter in einem eigens angesetzten 200-Meter-Lauf unter großem Beifall der Zuschauer nachholen und qualifizierte sich in 20,20 s für das Halbfinale.

## Teilnehmende Nationen
Insgesamt wurden 2034 Athleten (954 Frauen und 1080 Männer) aus 205 Nationen gemeldet, das waren rund 100 Teilnehmer mehr als zum selben Zeitpunkt vor den Weltmeisterschaften 2015 in Peking.
Russland wurde durch die IAAF aufgrund der dortigen verheerenden Dopingproblematik von der Teilnahme ausgeschlossen. Abgesehen davon durften einzelne Sportler, die sich nachweislich dem vorgeschriebenen Dopingkontrollsystem unterzogen hatten, unter neutraler Flagge an den Wettkämpfen teilnehmen.
- Afghanistan (1)
- Ägypten (4)
- Albanien (1)
- Algerien (8)
- Amerikanische Jungferninseln (1)
- Andorra (1)
- Angola (1)
- Anguilla (1)
- Antigua und Barbuda (5)
- Äquatorialguinea (1)
- Argentinien (10)
- Armenien (1)
- Aruba (1)
- Aserbaidschan (4)
- Äthiopien (46)
- Athlete Refugee Team (5)
- Authorised Neutral Athletes (19)
- Australien (62)
- Bahamas (27)
- Bahrain (26)
- Bangladesch (1)
- Barbados (8)
- Belarus (16)
- Belgien (18)
- Belize (1)
- Benin (2)
- Bermuda (1)
- Bolivien (2)
- Bosnien und Herzegowina (3)
- Botswana (12)
- Brasilien (39)
- Britische Jungferninseln (3)
- Brunei (1)
- Bulgarien (8)
- Burkina Faso (2)
- Burundi (4)
- Cayman Islands (2)
- Chile (3)
- Cookinseln (1)
- Costa Rica (1)
- Demokratische Republik Kongo (1)
- Deutschland (72)
- Dominica (2)
- Dominikanische Republik (3)
- Dschibuti (4)
- Dänemark (4)
- Ecuador (17)
- El Salvador (1)
- Elfenbeinküste (2)
- Eritrea (8)
- Estland (14)
- Fidschi (1)
- Finnland (12)
- Frankreich (55)
- Französisch-Polynesien (1)
- Gabun (1)
- Gambia (2)
- Georgien (1)
- Ghana (8)
- Gibraltar (1)
- Grenada (4)
- Griechenland (20)
- Guam (1)
- Guatemala (7)
- Guinea (1)
- Guinea-Bissau (1)
- Guyana (4)
- Haiti (2)
- Honduras (1)
- Hongkong (1)
- Indien (26)
- Indonesien (1)
- Irak (1)
- Iran (3)
- Irland (12)
- Island (3)
- Israel (8)
- Italien (37)
- Jamaika (63)
- Japan (47)
- Jordanien (1)
- Kambodscha (1)
- Kamerun (1)
- Kanada (48)
- Kap Verde (1)
- Kasachstan (13)
- Katar (5)
- Kenia (50)
- Kirgisistan (4)
- Kiribati (1)
- Kolumbien (20)
- Komoren (1)
- Republik Kongo (1)
- Kosovo (1)
- Kroatien (9)
- Kuba (28)
- Kuwait (3)
- Laos (1)
- Lesotho (3)
- Lettland (12)
- Libanon (1)
- Liberia (1)
- Libyen (1)
- Litauen (15)
- Luxemburg (1)
- Macau (1)
- Madagaskar (1)
- Malawi (1)
- Malaysia (1)
- Malediven (1)
- Mali (1)
- Malta (1)
- Marokko (15)
- Marshallinseln (1)
- Mauretanien (1)
- Mauritius (1)
- Mazedonien (1)
- Mexiko (15)
- Föderierte Staaten von Mikronesien (1)
- Moldau (5)
- Monaco (1)
- Mongolei (5)
- Montenegro (1)
- Montserrat (1)
- Mosambik (1)
- Myanmar (1)
- Namibia (5)
- Nauru (1)
- Nepal (1)
- Neuseeland (12)
- Nicaragua (1)
- Niederlande (30)
- Niger (1)
- Nigeria (15)
- Nordkorea (3)
- Norwegen (13)
- Nördliche Marianen (1)
- Oman (1)
- Österreich (5)
- Pakistan (1)
- Palau (1)
- Palästina (2)
- Panama (3)
- Papua-Neuguinea (3)
- Paraguay (2)
- Peru (7)
- Philippinen (1)
- Polen (51)
- Portugal (21)
- Puerto Rico (5)
- Ruanda (1)
- Rumänien (15)
- Salomonen (1)
- Sambia (2)
- Samoa (2)
- São Tomé und Príncipe (1)
- Saudi-Arabien (1)
- Schweden (32)
- Schweiz (19)
- Serbien (8)
- Seychellen (1)
- Sierra Leone (1)
- Simbabwe (5)
- Slowakei (5)
- Slowenien (7)
- Somalia (1)
- Spanien (59)
- Sri Lanka (4)
- St. Kitts und Nevis (1)
- St. Lucia (1)
- St. Vincent und die Grenadinen (1)
- Sudan (1)
- Südafrika (29)
- Südkorea (17)
- Südsudan (1)
- Suriname (1)
- Swasiland (1)
- Syrien (1)
- Tadschikistan (2)
- Taiwan (2)
- Tansania (8)
- Thailand (2)
- Togo (1)
- Trinidad und Tobago (23)
- Tschad (1)
- Tschechien (27)
- Tunesien (5)
- Turkmenistan (1)
- Turks- und Caicosinseln (1)
- Tuvalu (1)
- Türkei (27)
- Uganda (22)
- Ukraine (48)
- Ungarn (16)
- Uruguay (5)
- Usbekistan (2)
- Vanuatu (1)
- Venezuela (11)
- Vereinigte Arabische Emirate (1)
- Vereinigte Staaten (132)
- Vereinigtes Königreich (78)
- Vietnam (1)
- Volksrepublik China (46)
- Zentralafrikanische Republik (1)
- Zypern (5)

## Qualifikationsnormen
Die Qualifikation für die 10.000 Meter, den Marathon, die Gehwettbewerbe, Staffeln und Mehrkämpfe waren in der Zeit vom 1. Januar 2016 bis zum 23. Juli 2017 zu erbringen. Für alle anderen Wettbewerbe reichte das Intervall vom 1. Oktober 2016 bis zum 23. Juli 2017.
| Sportart             | Männer                    | Frauen                    |
| -------------------- | ------------------------- | ------------------------- |
| 100 Meter            | 10,12 s0                  | 11,26 s0                  |
| 200 Meter            | 20,44 s0                  | 23,10 s0                  |
| 400 Meter            | 45,50 s0                  | 52,10 s0                  |
| 800 Meter            | 1:45,90 min               | 2:01,00 min               |
| 1500 Meter (Meile)   | 3:36,00 min (3:53,40 min) | 4:07,50 min (4:26,70 min) |
| 5000 Meter           | 13:22,60 min              | 15:22,00 min              |
| 10.000 Meter         | 27:45,00 min              | 32:15,00 min              |
| Marathon             | 2:19:00 h00000            | 2:45:00 h00000            |
| 100 Meter Hürden     | –                         | 12,98 s0                  |
| 110 Meter Hürden     | 13,48 s0                  | –                         |
| 400 Meter Hürden     | 49,35 s0                  | 56,10 s0                  |
| 3000 Meter Hindernis | 8:32,00 min               | 9:42,00 min               |
| 20-km-Gehen          | 1:24:00 h00000            | 1:36:00 h00000            |
| 50-km-Gehen          | 4:06:00 h00000            | –                         |
| Hochsprung           | 2,30 m                    | 1,94 m                    |
| Stabhochsprung       | 5,70 m                    | 4,55 m                    |
| Weitsprung           | 8,15 m                    | 6,75 m                    |
| Dreisprung           | 16,80 m                   | 14,10 m                   |
| Kugelstoßen          | 20,50 m                   | 17,75 m                   |
| Diskuswurf           | 65,00 m                   | 61,20 m                   |
| Hammerwurf           | 76,00 m                   | 71,00 m                   |
| Speerwurf            | 83,00 m                   | 61,40 m                   |
| Siebenkampf          | –                         | 6200 P                    |
| Zehnkampf            | 8100 P                    | –                         |

## Wettkampfplan
| M | morgens | A | abends | Q | Qualifikation | V | Vorlauf | ½ | Halbfinale | F | Finale |

| Datum →          | Fr 4. | Fr 4. | Sa 5. | Sa 5. | Sa 5. | So 6. | So 6. | Mo 7. | Mo 7. | Di 8. | Di 8. | Mi 9. | Mi 9. | Do 10. | Do 10. | Fr 11. | Fr 11. | Sa 12. | Sa 12. | So 13. | So 13. |
| ---------------- | ----- | ----- | ----- | ----- | ----- | ----- | ----- | ----- | ----- | ----- | ----- | ----- | ----- | ------ | ------ | ------ | ------ | ------ | ------ | ------ | ------ |
| Wettkampf ↓      | A     | A     | M     | A     | A     | M     | A     | M     | A     | M     | A     | M     | A     | M      | A      | M      | A      | M      | A      | M      | A      |
| 100 m            | Q     | V     |       | ½     | F     |       |       |       |       |       |       |       |       |        |        |        |        |        |        |        |        |
| 200 m            |       |       |       |       |       |       |       |       | V     |       |       |       | ½     |        | F      |        |        |        |        |        |        |
| 400 m            |       |       | V     |       |       |       | ½     |       |       |       | F     |       |       |        |        |        |        |        |        |        |        |
| 800 m            |       |       | V     |       |       |       | ½     |       |       |       | F     |       |       |        |        |        |        |        |        |        |        |
| 1500 m           |       |       |       |       |       |       |       |       |       |       |       |       |       |        | V      |        | ½      |        |        |        | F      |
| 5000 m           |       |       |       |       |       |       |       |       |       |       |       |       | V     |        |        |        |        |        | F      |        |        |
| 10.000 m         | F     | F     |       |       |       |       |       |       |       |       |       |       |       |        |        |        |        |        |        |        |        |
| Marathon         |       |       |       |       |       | F     |       |       |       |       |       |       |       |        |        |        |        |        |        |        |        |
| 110 m Hürden     |       |       |       |       |       | V     | ½     |       | F     |       |       |       |       |        |        |        |        |        |        |        |        |
| 400 m Hürden     |       |       |       |       |       | V     |       |       | ½     |       |       |       | F     |        |        |        |        |        |        |        |        |
| 3000 m Hindernis |       |       |       |       |       | V     |       |       |       |       | F     |       |       |        |        |        |        |        |        |        |        |
| 4 × 100 m        |       |       |       |       |       |       |       |       |       |       |       |       |       |        |        |        |        | V      | F      |        |        |
| 4 × 400 m        |       |       |       |       |       |       |       |       |       |       |       |       |       |        |        |        |        | V      |        |        | F      |
| 20 km Gehen      |       |       |       |       |       |       |       |       |       |       |       |       |       |        |        |        |        |        |        | F      |        |
| 50 km Gehen      |       |       |       |       |       |       |       |       |       |       |       |       |       |        |        |        |        |        |        | F      |        |
| Hochsprung       |       |       |       |       |       |       |       |       |       |       |       |       |       |        |        | Q      |        |        |        |        | F      |
| Stabhochsprung   |       |       |       |       |       | Q     |       |       |       |       | F     |       |       |        |        |        |        |        |        |        |        |
| Weitsprung       | Q     | Q     |       | F     | F     |       |       |       |       |       |       |       |       |        |        |        |        |        |        |        |        |
| Dreisprung       |       |       |       |       |       |       |       |       | Q     |       |       |       |       |        | F      |        |        |        |        |        |        |
| Kugelstoßen      |       |       | Q     |       |       |       | F     |       |       |       |       |       |       |        |        |        |        |        |        |        |        |
| Diskuswurf       | Q     | Q     |       | F     | F     |       |       |       |       |       |       |       |       |        |        |        |        |        |        |        |        |
| Hammerwurf       |       |       |       |       |       |       |       |       |       |       |       |       | Q     |        |        |        | F      |        |        |        |        |
| Speerwurf        |       |       |       |       |       |       |       |       |       |       |       |       |       |        | Q      |        |        |        | F      |        |        |
| Zehnkampf        |       |       |       |       |       |       |       |       |       |       |       |       |       |        |        | F      | F      | F      | F      |        |        |

| Datum →          | Fr 4. | Sa 5. | Sa 5. | So 6. | So 6. | So 6. | Mo 7. | Mo 7. | Di 8. | Di 8. | Mi 9. | Mi 9. | Do 10. | Do 10. | Fr 11. | Fr 11. | Sa 12. | Sa 12. | So 13. | So 13. |
| ---------------- | ----- | ----- | ----- | ----- | ----- | ----- | ----- | ----- | ----- | ----- | ----- | ----- | ------ | ------ | ------ | ------ | ------ | ------ | ------ | ------ |
| Wettkampf ↓      | A     | M     | A     | M     | A     | A     | M     | A     | M     | A     | M     | A     | M      | A      | M      | A      | M      | A      | M      | A      |
| 100 m            |       | V     |       |       | ½     | F     |       |       |       |       |       |       |        |        |        |        |        |        |        |        |
| 200 m            |       |       |       |       |       |       |       |       |       | V     |       |       |        | ½      |        | F      |        |        |        |        |
| 400 m            |       |       |       | V     |       |       |       | ½     |       |       |       | F     |        |        |        |        |        |        |        |        |
| 800 m            |       |       |       |       |       |       |       |       |       |       |       |       |        | V      |        | ½      |        |        |        | F      |
| 1500 m           | V     |       | ½     |       |       |       |       | F     |       |       |       |       |        |        |        |        |        |        |        |        |
| 5000 m           |       |       |       |       |       |       |       |       |       |       |       |       |        | V      |        |        |        |        |        | F      |
| 10.000 m         |       |       | F     |       |       |       |       |       |       |       |       |       |        |        |        |        |        |        |        |        |
| Marathon         |       |       |       | F     |       |       |       |       |       |       |       |       |        |        |        |        |        |        |        |        |
| 100 m Hürden     |       |       |       |       |       |       |       |       |       |       |       |       |        |        | V      | ½      |        | F      |        |        |
| 400 m Hürden     |       |       |       |       |       |       |       | V     |       | ½     |       |       |        | F      |        |        |        |        |        |        |
| 3000 m Hindernis |       |       |       |       |       |       |       |       |       |       |       | V     |        |        |        | F      |        |        |        |        |
| 4 × 100 m        |       |       |       |       |       |       |       |       |       |       |       |       |        |        |        |        | V      | F      |        |        |
| 4 × 400 m        |       |       |       |       |       |       |       |       |       |       |       |       |        |        |        |        | V      |        |        | F      |
| 20 km Gehen      |       |       |       |       |       |       |       |       |       |       |       |       |        |        |        |        |        |        | F      |        |
| 50 km Gehen      |       |       |       |       |       |       |       |       |       |       |       |       |        |        |        |        |        |        | F      |        |
| Hochsprung       |       |       |       |       |       |       |       |       |       |       |       |       |        | Q      |        |        |        | F      |        |        |
| Stabhochsprung   | Q     |       |       |       | F     | F     |       |       |       |       |       |       |        |        |        |        |        |        |        |        |
| Weitsprung       |       |       |       |       |       |       |       |       |       |       |       | Q     |        |        |        | F      |        |        |        |        |
| Dreisprung       |       | Q     |       |       |       |       |       | F     |       |       |       |       |        |        |        |        |        |        |        |        |
| Kugelstoßen      |       |       |       |       |       |       |       |       |       | Q     |       | F     |        |        |        |        |        |        |        |        |
| Diskuswurf       |       |       |       |       |       |       |       |       |       |       |       |       |        |        | Q      |        |        |        |        | F      |
| Hammerwurf       |       | Q     |       |       |       |       |       | F     |       |       |       |       |        |        |        |        |        |        |        |        |
| Speerwurf        |       |       |       |       | Q     | Q     |       |       |       | F     |       |       |        |        |        |        |        |        |        |        |
| Siebenkampf      |       | F     | F     | F     | F     | F     |       |       |       |       |       |       |        |        |        |        |        |        |        |        |

## Sportliche Leistungen

### Rekorde und Bestleistungen
Die Ergebnisse dieser WM lagen auf einem insgesamt hohen Niveau.
- Ein Weltrekord wurde aufgestellt:
  - 50-km-Gehen, Frauen – Inês Henriques, Portugal: 4:05:56 h. Diese Disziplin stand bei den Frauen erstmals auf dem Programm.
- Darüber hinaus gab es zwei Weltmeisterschaftsrekorde:
  - 50-km-Gehen, Männer – Yohann Diniz, Frankreich: 3:33:12 h
  - 3000-Meter-Hindernislauf, Frauen – Emma Coburn, USA: 9:02,58 min (Finale)
- Es waren sieben weitere neue Kontinentalrekorde zu verzeichnen:
  - 4-mal-100-Meter-Staffel, Männer, Europarekord – Großbritannien: 37,47 s
  - 100-Meter-Lauf, Frauen Südamerikarekord – Rosângela Santos, Brasilien: 10,91 s (Vorrunde)
  - 20-km-Gehen, Frauen Südamerikarekord – Erica De Sena, Brasilien: 1:26:59 h
  - 50-km-Gehen, Frauen, Asienrekord – Yin Hang, Volksrepublik China: 4:08:58 h
  - 50-km-Gehen, Frauen Amerikarekord – Kathleen Burnett, USA: 4:21:51 h
  - Diskuswurf, Ozeanienrekord – Dani Stevens, Australien: 69,64 m (Finale)
  - Speerwurf, Asienrekord – Lü Huihui, Volksrepublik China: 67,59 m (Vorrunde)
- Außerdem wurden 33 weitere nationale Rekorde aufgestellt – siehe Resultate der einzelnen Disziplinen.

### Medaillenwertung
In der Medaillenwertung holten sich die Vereinigten Staaten ihre Vormachtstellung zurück, nachdem vor zwei Jahren erstmals Kenia ganz vorn gelegen hatte. Mit zehn Weltmeistern hatte die USA diesmal doppelt so viele Titelträger zu Buche stehen wie die zweitplatzierte Nation Kenia. Dahinter folgten mit je drei Weltmeistern Südafrika – sechs Medaillen in der Summe – und Frankreich – insgesamt fünf Medaillen. Vier Länder hatten am Ende jeweils zwei Weltmeister in ihren Reihen: Volksrepublik China – insgesamt sieben Medaillen, Großbritannien – insgesamt sechs Medaillen, Äthiopien – insgesamt fünf Medaillen – und Polen – insgesamt acht Medaillen. Das bei früheren Weltmeisterschaften erfolgsgewohnte Russland tauchte in dieser Wertung nicht auf, weil das Land abgesehen von einzelnen Sportlern, die sich nachweislich dem vorgeschriebenen Dopingkontrollsystem unterzogen hatten, durch die IAAF aufgrund der dortigen verheerenden Dopingproblematik von der Teilnahme ausgeschlossen wurde.

### Erfolgreichste Sportler
- Diesmal gab es nur drei Athleten, die mehr als eine Goldmedaille errangen.
  - Tori Bowie, USA – 2-mal Gold (100 Meter / 4 × 100 Meter)
  - Phyllis Francis, USA – 2-mal Gold (400 Meter / 4 × 400 Meter)
  - Allyson Felix, USA – 2-mal Gold (4 × 100 Meter / 4 × 400 Meter)
- Folgende Weltmeister waren bereits bei vorangegangenen Weltmeisterschaften siegreich:
  - Allyson Felix, USA – 4 × 100 Meter: dritter Sieg nach 2007 und 2011 / 4 × 400 Meter: vierter Sieg nach 2007, 2009 und 2011 / zuvor außerdem dreifache Weltmeisterin über 200 Meter (2005/2007/2009), 2015 Weltmeisterin über 400 Meter, damit jetzt elffache Weltmeisterin
  - Mo Farah, Großbritannien – 10.000 Meter: dritter Sieg in Folge / außerdem dreifacher Weltmeister über 5000 Meter (2011/2013/2015), damit jetzt sechsfacher Weltmeister
  - Brittney Reese, USA – Weitsprung: vierter Sieg nach 2009, 2011 und 2013
  - Anita Włodarczyk, Polen – Hammerwurf: vierter Sieg nach 2009, 2013 und 2015
  - Natasha Hastings, USA – 4 × 400 Meter: vierter Sieg nach 2007, 2009 und 2011
  - Paweł Fajdek, Polen – Hammerwurf: dritter Sieg in Folge
  - Christian Taylor, USA – Dreisprung: dritter Sieg nach 2011 und 2015
  - Caster Semenya, Südafrika – 800 Meter: dritter Sieg nach 2009 und 2011
  - Barbora Špotáková, Tschechien – Speerwurf: dritter Sieg nach 2007 und 2011
  - Justin Gatlin, USA – 100 Meter: zweiter Sieg nach 2005 / außerdem 2005 Weltmeister über 200 Meter, damit jetzt dreifacher Weltmeister
  - Wayde van Niekerk, Südafrika – 400 Meter: zweiter Sieg in Folge
  - Dafne Schippers, Niederlande – 200 Meter: zweiter Sieg in Folge
  - Marija Lassizkene, Authorised Neutral Athlete – Hochsprung: zweiter Sieg in Folge
  - Sandra Perković, Serbien – Diskuswurf: zweiter Sieg nach 2013
  - Sally Pearson, Australien – 100 Meter Hürden: zweiter Sieg nach 2011
  - Almaz Ayana, Äthiopien – Weltmeisterin über 10.000 Meter, zuvor 2015 Weltmeisterin über 5000 Meter

## Doping

### Suspendierung Russlands
Infolge des russischen Dopingskandals, der schon zum Ausschluss sämtlicher russischer Leichtathleten bei den Olympischen Spielen 2016 geführt hatte, wurden auch für die Weltmeisterschaften in London keine Athleten unter russischer Flagge zugelassen. 19 russischen Athleten wurde dennoch die Teilnahme an den Wettkämpfen unter neutraler Flagge erlaubt. Voraussetzung für die Erlaubnis war, dass die entsprechenden Athleten nachweisen mussten, nicht direkt in den russischen Dopingskandal verwickelt gewesen zu sein und sich dem vorgeschriebenen Dopingkontrollsystem unterzogen zu haben.

### Doping bei diesen Weltmeisterschaften
- Bereits einen Tag vor Beginn der Weltmeisterschaften wurden die ukrainischen Sprinterinnen Olessja Powch und Olha Semljak des Dopings überführt, ein Start wurde ihnen untersagt.[18]
- Während der Weltmeisterschaften gab es vier Dopingfälle:
  - Sadik Mikhou (Bahrain), 1500 Meter, im Finale zunächst auf Rang sechs – Er wurde wegen Unregelmäßigkeiten in seinem Biologischen Pass vom 5. September 2018 an für zwei Jahre und drei Monate gesperrt. Seine zwischen dem 3. Juni 2016 und Herbst 2018 erzielten Resultate wurden annulliert.[19]
  - Kabange Mupopo (Sambia), 400 Meter, im Finale zunächst auf Rang sieben – Sie wurde positiv auf Testosteron getestet, disqualifiziert und für vier Jahre gesperrt.[20]
  - Margaret Bamgbose (Nigeria), 400 Meter, im Halbfinale ausgeschieden – Ihr Resultat von diesen Weltmeisterschaften wurde wegen Verstoßes gegen die Antidopingbestimmungen nachträglich annulliert. Die Athletin wurde vom 1. Juli bis 31. Dezember 2017 mit einer Wettkampfsperre belegt.[21][22]
  - Despina Zapounidou (Griechenland), 20-km-Gehen, Wettkampf vorzeitig beendet – Sie wurde wegen eines positiven Tests auf Erythropoetin (EPO) vom 23. August an für vier Jahre gesperrt. Ihre seit dem 11. August 2017 erzielten Resultate wurden annulliert[23]

### Hyperandrogenämie
Bei den Weltmeisterschaften wurde erneut die Diskussion um erhöhte Testosteronwerte bei Sportlerinnen thematisiert, nachdem der Leichtathletik-Weltverband IAAF Anfang Juli 2017 eine Studie zur Hyperandrogenämie veröffentlicht hatte, die belegt, dass Frauen mit hohen Testosteronwerten einen Vorteil im Bereich von 1,8 bis 4,5 Prozent in den Disziplinen 400 m, 400 m Hürden, 800 m, Hammerwurf und Stabhochsprung haben. Beim 800-Meter-Lauf entspricht das ungefähr einem Unterschied von zwei Sekunden, über 1500 Meter entsprechend mehr. Von Mai 2011 bis Juli 2015 hatte die IAAF vorgeschrieben, dass sich Sportlerinnen mit einem nicht der Norm entsprechenden Hormonspiegel einer Therapie unterziehen mussten, um unter den festgesetzten Richtwert von 10 nmol pro Liter zu bleiben. Diese Regelung war vom Internationalen Sportgerichtshof CAS 2015 auf Grund einer Klage der indischen Sprinterin Dutee Chand gegen ihre Disqualifikation bei den Commonwealth-Spielen Ende 2014 wegen zu hoher Testosteron-Werte ausgesetzt worden mit der Auflage, wissenschaftliche Beweise zu liefern, dass hyperandrogene Athletinnen einen deutlichen Leistungsvorteil haben. Mit der Aussetzung ging etwa bei Caster Semenya eine signifikant gestiegenen Leistung einher, die mit den intersexuellen Läuferinnen Francine Niyonsaba und Margaret Wambui den 800-Meter-Lauf dominiert. Die Entscheidung des CAS zu den Ergebnissen der Studie steht noch aus.

## Resultate Männer
Anmerkung:
Zu jedem Wettbewerb sind die jeweils ersten acht Athleten benannt. Ausführliche Auflistungen finden sich in den Hauptartikeln zu den einzelnen Disziplinen.

### 100 m
| Platz | Athlet            | Land | Zeit (s) |
| ----- | ----------------- | ---- | -------- |
| 1     | Justin Gatlin     | USA  | 9,92 SB  |
| 2     | Christian Coleman | USA  | 9,94     |
| 3     | Usain Bolt        | JAM  | 9,95 SB  |
| 4     | Yohan Blake       | JAM  | 9,99     |
| 5     | Akani Simbine     | RSA  | 10,01    |
| 6     | Jimmy Vicaut      | FRA  | 10,08    |
| 7     | Reece Prescod     | GBR  | 10,17    |
| 8     | Su Bingtian       | CHN  | 10,27    |

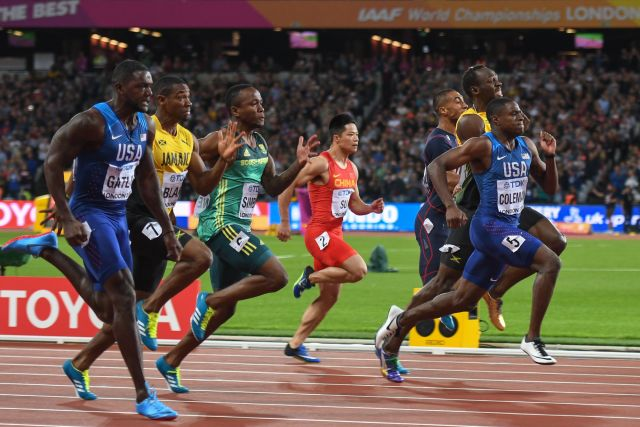
100-Meter-Finale

Finale am 5. August 2017, 21:45 Uhr
Wind: −0,8 m/s
Teilnehmer aus deutschsprachigen Ländern:
- Julian Reus – ausgeschieden im ersten Vorlauf: Sechster in 10,25 s
- Alex Wilson – ausgeschieden im zweiten Halbfinallauf: Achter in 10,30 s

### 200 m
| Platz | Athlet                   | Land | Offiz. Zeit (s) | Resultat in Tausendstelsek. |
| ----- | ------------------------ | ---- | --------------- | --------------------------- |
| 1     | Ramil Guliyev            | TUR  | 20,09           |                             |
| 2     | Wayde van Niekerk        | RSA  | 20,11           | 20,106                      |
| 3     | Jereem Richards          | TTO  | 20,11           | 20,107                      |
| 4     | Nethaneel Mitchell-Blake | GBR  | 20,24           |                             |
| 5     | Ameer Webb               | USA  | 20,26           |                             |
| 6     | Isaac Makwala            | BOT  | 20,44           |                             |
| 7     | Abdul Hakim Sani Brown   | JPN  | 20,63           |                             |
| 8     | Isiah Young              | USA  | 20,64           |                             |

Finale am 10. August 2017, 21:52 Uhr
Wind: −0,1 m/s
Teilnehmer aus deutschsprachigen Ländern:
- Aleixo-Platini Menga – keine Teilnahme an der Qualifikation wegen Beschwerden an der Achillessehne
- Julian Reus – musste sich laut Nominierungs-Richtlinien des DLV für eine Disziplin entscheiden, wählte den 100-Meter-Lauf
- Alex Wilson – ausgeschieden im zweiten Halbfinallauf: Achter in 21,22 s

### 400 m
| Platz | Athlet            | Land | Zeit (s)                                     |
| ----- | ----------------- | ---- | -------------------------------------------- |
| 1     | Wayde van Niekerk | RSA  | 43,98                                        |
| 2     | Steven Gardiner   | BAH  | 44,41                                        |
| 3     | Abdalelah Haroun  | QAT  | 44,48 SB                                     |
| 4     | Baboloki Thebe    | BOT  | 44,66                                        |
| 5     | Nathon Allen      | JAM  | 44,88                                        |
| 6     | Demish Gaye       | JAM  | 45,04                                        |
| 7     | Fred Kerley       | USA  | 45,23                                        |
| DNS   | Isaac Makwala     | BOT  | Startverbot wegen Gastroenteritis-Quarantäne |

Finale am 8. August 2017, 21:50 Uhr

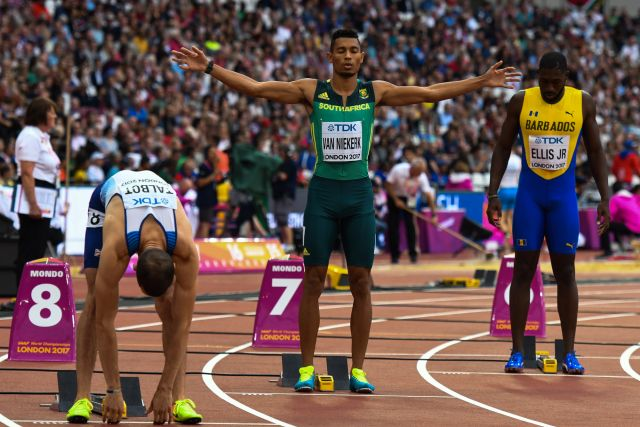
Wayde van Niekerk (Mitte) am Start eines Rennens

Keine Teilnehmer aus deutschsprachigen Ländern

### 800 m
| Platz | Athlet                | Land | Zeit (min) |
| ----- | --------------------- | ---- | ---------- |
| 1     | Pierre-Ambroise Bosse | FRA  | 1:44,67 SB |
| 2     | Adam Kszczot          | POL  | 1:44,95 SB |
| 3     | Kipyegon Bett         | KEN  | 1:45,21    |
| 4     | Kyle Langford         | GBR  | 1:45,25 PB |
| 5     | Nijel Amos            | BOT  | 1:45,83    |
| 6     | Mohammed Aman         | ETH  | 1:46,06    |
| 7     | Thiago André          | BRA  | 1:46,30    |
| 8     | Brandon McBride       | CAN  | 1:47,09    |

Finale am 8. August 2017, 21:35 Uhr

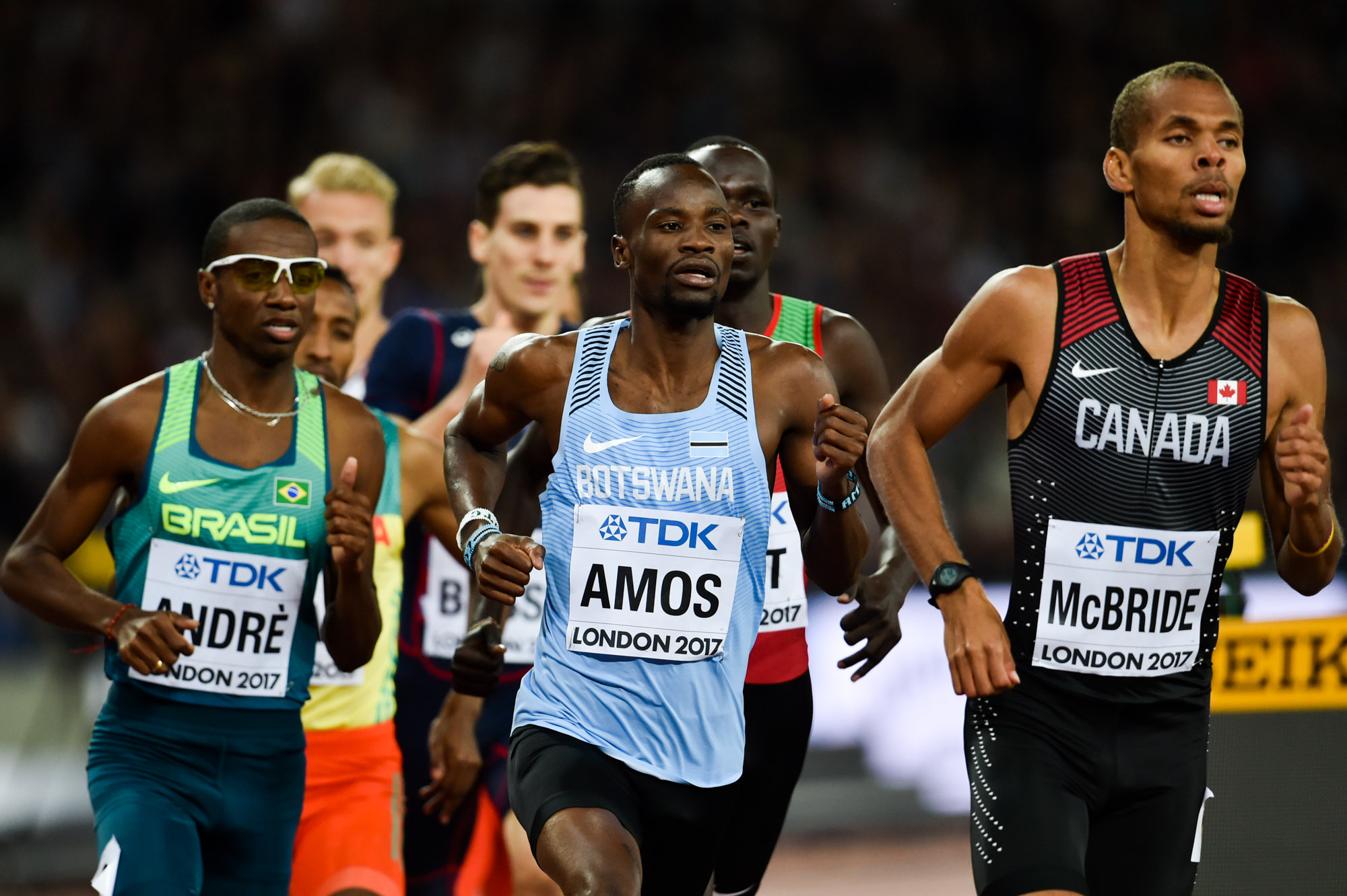
Das Läuferfeld in Runde eins des 800-Meter-Finales

Teilnehmer aus deutschsprachigem Land:

 Marc Reuther – ausgeschieden im vierten Vorlauf: Fünfter in 1:47,78 min

### 1500 m
| Platz | Athlet                  | Land | Zeit (min) |
| ----- | ----------------------- | ---- | ---------- |
| 1     | Elijah Motonei Manangoi | KEN  | 3:33,61    |
| 2     | Timothy Cheruiyot       | KEN  | 3:33,99    |
| 3     | Filip Ingebrigtsen      | NOR  | 3:34,53    |
| 4     | Adel Mechaal            | ESP  | 3:34,71    |
| 5     | Jakub Holuša            | CZE  | 3:34,89    |
| 6     | Marcin Lewandowski      | POL  | 3:36,02    |
| 7     | Nick Willis             | NZL  | 3:36,82    |
| 8     | Asbel Kiprop            | KEN  | 3:37,24    |

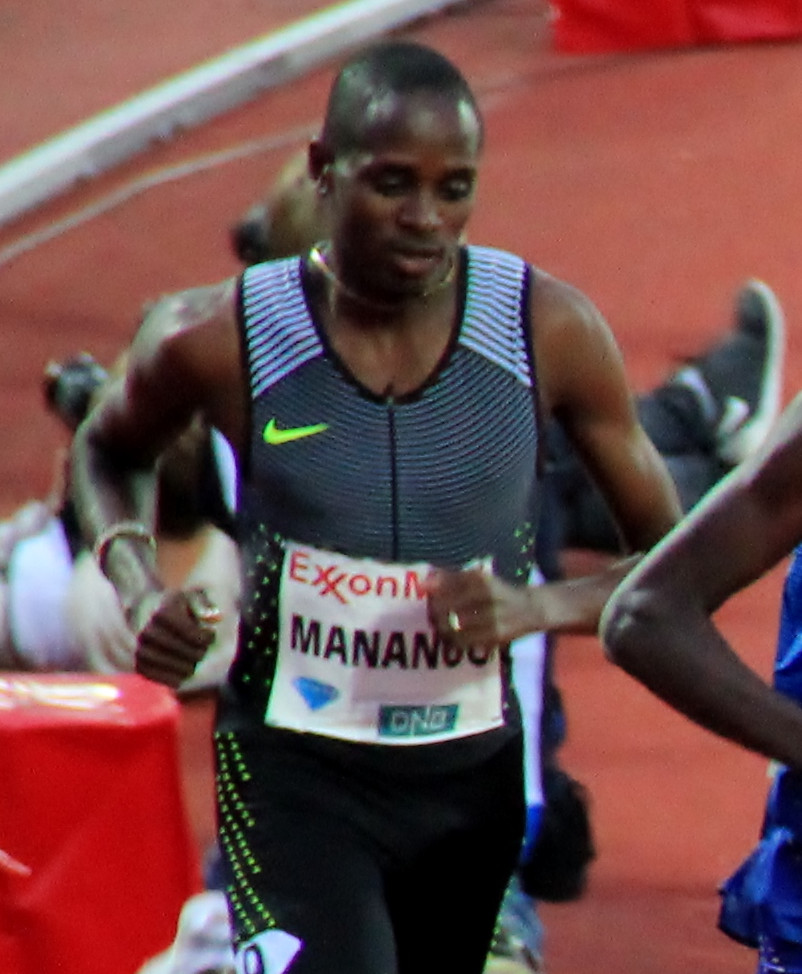
1500-Meter-Sieger Elijah Motonei Manangoi

Finale am 13. August 2017, 20:30 Uhr
Teilnehmer aus deutschsprachigen Ländern:
- Homiyu Tesfaye – ausgeschieden im zweiten Halbfinallauf: Zehnter in 3:39,72 min
- Timo Benitz – ausgeschieden im ersten Halbfinallauf: Elfter in 3:44,38 min

Hier gab es einen Dopingfall:

Der im Finale zunächst sechstplatzierte Sadik Mikhou aus Bahrain wurde wegen Unregelmäßigkeiten in seinem Biologischen Pass vom 5. September 2018 an für zwei Jahre und drei Monate gesperrt. Seine zwischen dem 3. Juni 2016 und Herbst 2018 erzielten Resultate wurden annulliert.

### 5000 m
| Platz | Athlet          | Land | Zeit (min) |
| ----- | --------------- | ---- | ---------- |
| 1     | Muktar Edris    | ETH  | 13:32,79   |
| 2     | Mo Farah        | GBR  | 13:33,22   |
| 3     | Paul Chelimo    | USA  | 13:33,30   |
| 4     | Yomif Kejelcha  | ETH  | 13:33,51   |
| 5     | Selemon Barega  | ETH  | 13:35,34   |
| 6     | Mohammed Ahmed  | CAN  | 13:35,43   |
| 7     | Aron Kifle      | ERI  | 13:36,91   |
| 8     | Andrew Butchart | GBR  | 13:38,73   |

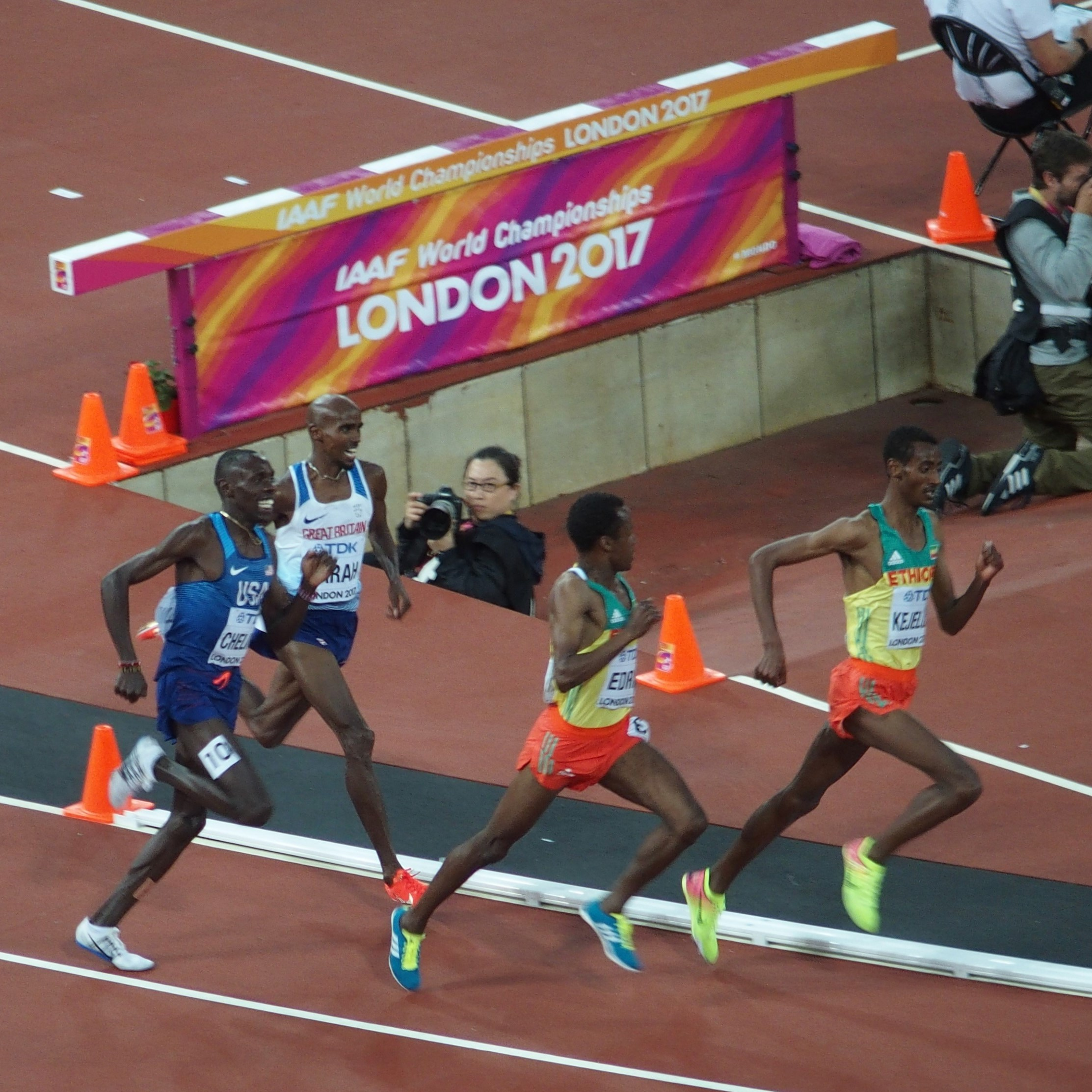
Das 5000-Meter-Finale in der entscheidenden Schlussrunde

Finale am 12. August 2017, 20:20 Uhr
Teilnehmer aus deutschsprachigem Land:

 Richard Ringer – ausgeschieden im zweiten Vorlauf: Siebzehnter in 13:36,87 min

### 10.000 m
| Platz | Athlet                | Land | Zeit (min)  |
| ----- | --------------------- | ---- | ----------- |
| 1     | Mo Farah              | GBR  | 26:49,51 WL |
| 2     | Joshua Cheptegei      | UGA  | 26:49,94 PB |
| 3     | Paul Kipngetich Tanui | KEN  | 26:50,60 SB |
| 4     | Bedan Karoki          | KEN  | 26:52,12 PB |
| 5     | Jemal Yimer           | ETH  | 26:56,11 PB |
| 6     | Geoffrey Kamworor     | KEN  | 26:57,77 SB |
| 7     | Abadi Hadis           | ETH  | 26:59,19 SB |
| 8     | Mohammed Ahmed        | CAN  | 27:02,35 NR |

Datum: 4. August 2017, 21:20 Uhr

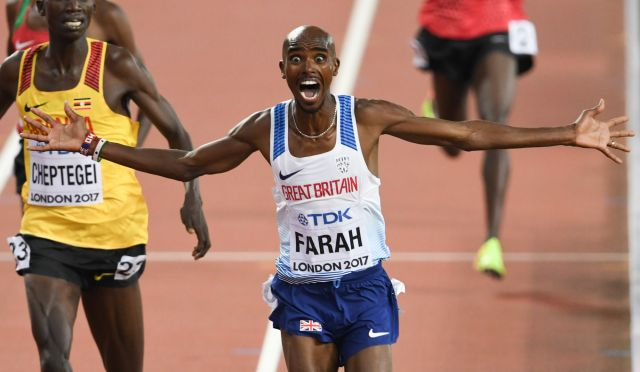
Mo Farah mit erneutem Titelgewinn

Keine Teilnehmer aus deutschsprachigen Ländern

### Marathon

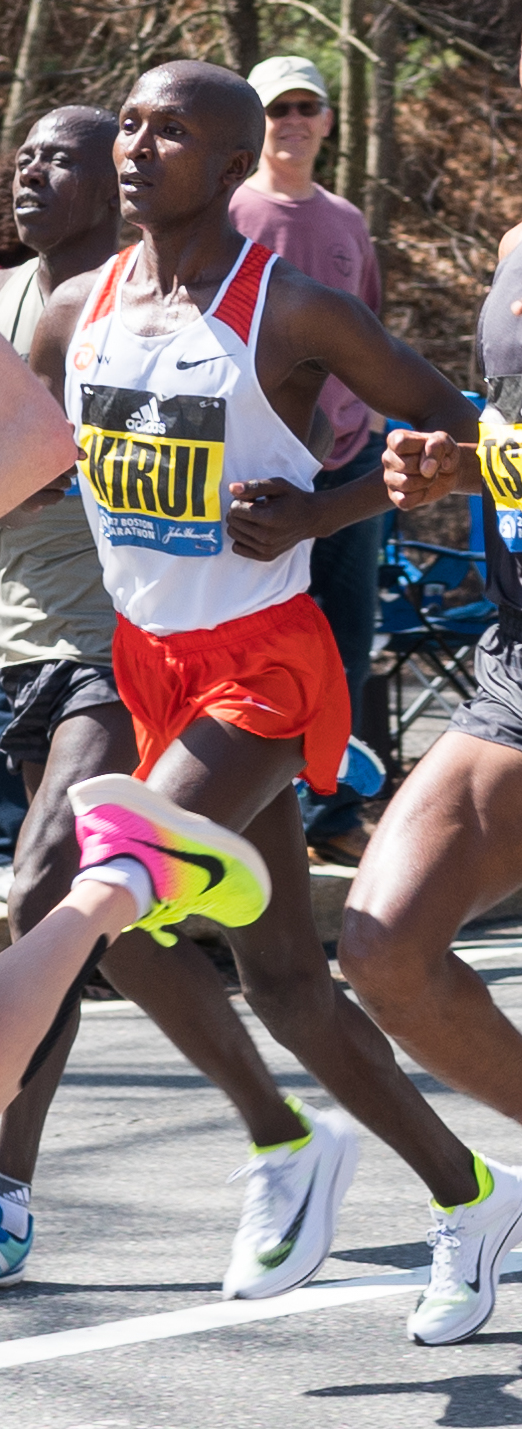
Weltmeister Geoffrey Kirui

| Platz | Athlet                | Land | Zeit (h)   |
| ----- | --------------------- | ---- | ---------- |
| 1     | Geoffrey Kirui        | KEN  | 2:08:27 SB |
| 2     | Tamirat Tola          | ETH  | 2:09:49    |
| 3     | Alphonce Felix Simbu  | TAN  | 2:09:51    |
| 4     | Callum Hawkins        | GBR  | 2:10:17 PB |
| 5     | Gideon Kipketer       | KEN  | 2:10:56    |
| 6     | Daniele Meucci        | ITA  | 2:10:56 PB |
| 7     | Yohanes Ghebregergis  | ERI  | 2:12:07    |
| 8     | Daniel Kinyua Wanjiru | KEN  | 2:12:16    |

Datum: 6. August 2017, 10:55 Uhr
Teilnehmer aus deutschsprachigem Land:

 Valentin Pfeil – Platz 23 in 2:16:28 h

### 110 m Hürden
| Platz | Athlet            | Land | Offizielle Zeit (s) | Tausendstelsek. (inoffiziell) |
| ----- | ----------------- | ---- | ------------------- | ----------------------------- |
| 1     | Omar McLeod       | JAM  | 13,04               |                               |
| 2     | Sergei Schubenkow | ANA  | 13,14               |                               |
| 3     | Balázs Baji       | HUN  | 13,28               |                               |
| 4     | Garfield Darien   | FRA  | 13,30               |                               |
| 5     | Aries Merritt     | USA  | 13,31               |                               |
| 6     | Shane Brathwaite  | BAR  | 13,32               |                               |
| 7     | Orlando Ortega    | ESP  | 13,37               | 13,361                        |
| 8     | Hansle Parchment  | JAM  | 13,37               | 13,365                        |

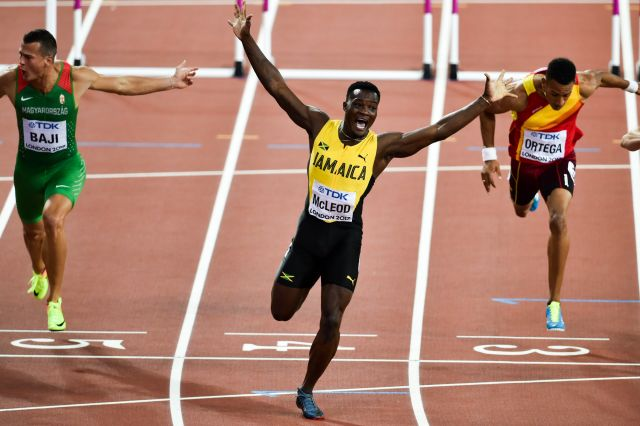
Zieleinlauf über
110 Meter Hürden

Finale am 7. August 2017, 21:30 Uhr
Wind: ±0,0 m/s
Teilnehmer aus deutschsprachigem Land:

 Matthias Bühler – ausgeschieden im zweiten Halbfinale: Achter in 13,79 s

### 400 m Hürden
| Platz | Athlet                 | Land | Zeit (s) |
| ----- | ---------------------- | ---- | -------- |
| 1     | Karsten Warholm        | NOR  | 48,35    |
| 2     | Yasmani Copello        | TUR  | 48,49    |
| 3     | Kerron Clement         | USA  | 48,52    |
| 4     | Kemar Mowatt           | JAM  | 48,99    |
| 5     | Timothy Lamonte Holmes | USA  | 49,00    |
| 6     | Juander Santos         | DOM  | 49,04    |
| 7     | Abderrahman Samba      | QAT  | 49,74    |
| 8     | Kariem Hussein         | SUI  | 50,07    |

Finale am 9. August 2017, 21:33 Uhr

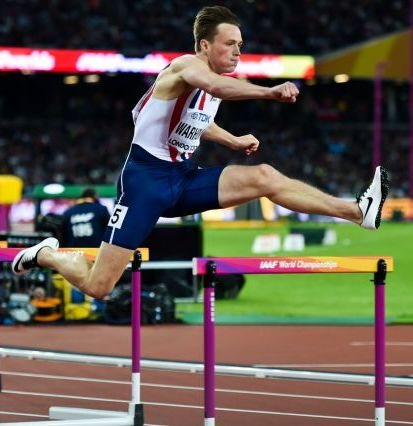
Karsten Warholm

Teilnehmer aus deutschsprachigem Land:

 Kariem Hussein – Finale: Achter in 50,07 s

### 3000 m Hindernis
| Platz | Athlet              | Land | Zeit (min) |
| ----- | ------------------- | ---- | ---------- |
| 1     | Conseslus Kipruto   | KEN  | 8:14,12    |
| 2     | Soufiane el-Bakkali | MAR  | 8:14,49    |
| 3     | Evan Jager          | USA  | 8:15,53    |
| 4     | Mahiedine Mekhissi  | FRA  | 8:15,80    |
| 5     | Stanley Kebenei     | USA  | 8:21,09    |
| 6     | Matthew Hughes      | CAN  | 8:21,84 SB |
| 7     | Tesfaye Deriba      | ETH  | 8:22,12    |
| 8     | Tafese Seboka       | ETH  | 8:23,02    |

Finale am 8. August 2017, 21:10 Uhr

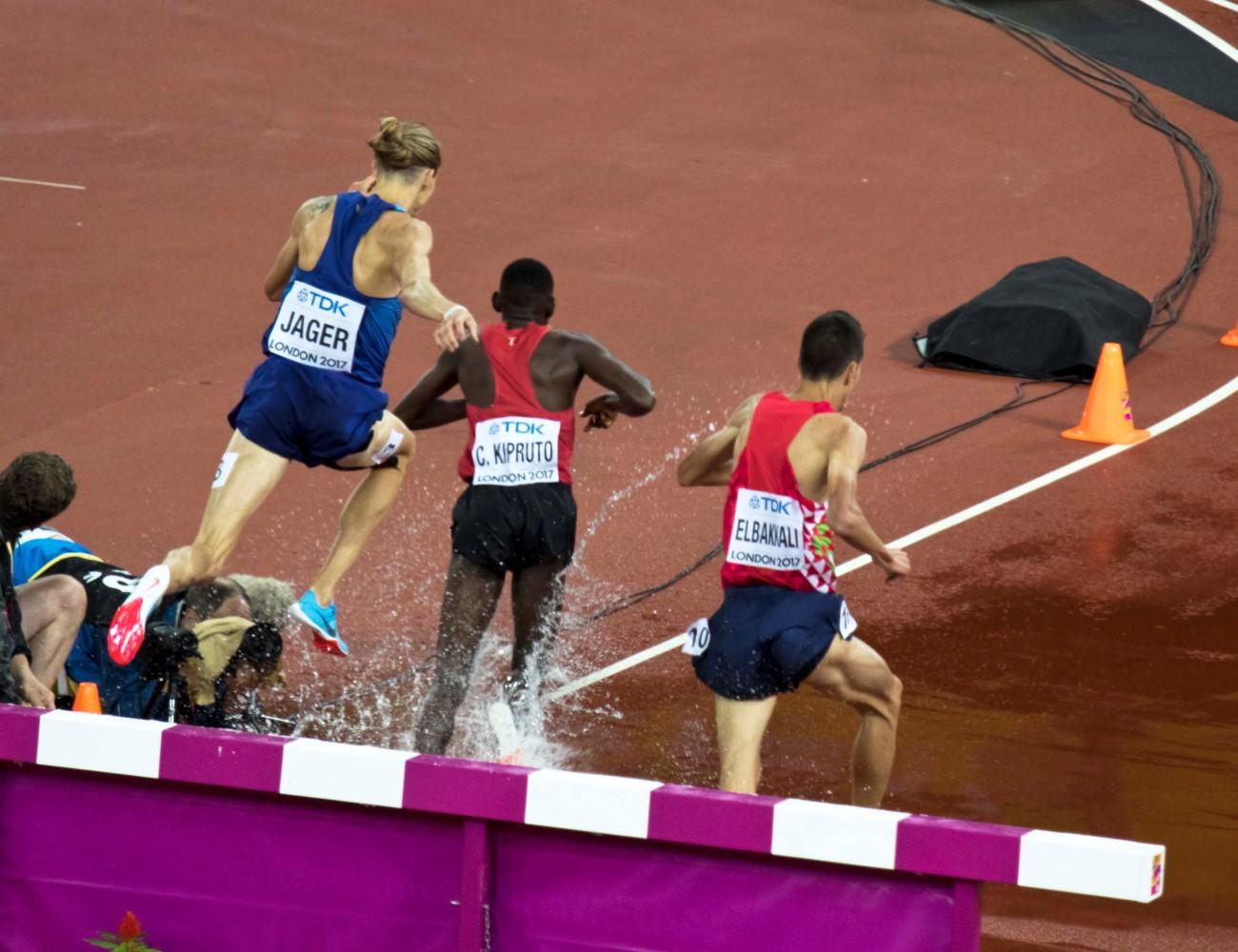
Die letzte Überquerung des Wassergrabens im Finale

Keine Teilnehmer aus deutschsprachigen Ländern

### 4 × 100 m Staffel
| Platz | Land                | Athleten                                                                                              | Zeit (s)    |
| ----- | ------------------- | --- | ----------- |
| 1     | Großbritannien      | Chijindu Ujah Adam Gemili Daniel Talbot Nethaneel Mitchell-Blake                                      | 37,47 WL/ER |
| 2     | USA                 | Mike Rodgers Justin Gatlin Jaylen Bacon Christian Coleman im Vorlauf außerdem: Beejay Lee             | 37,52       |
| 3     | Japan               | Shuhei Tada Shōta Iizuka Yoshihide Kiryu Kenji Fujimitsu im Vorlauf außerdem: Asuka Cambridge         | 38,04       |
| 4     | Volksrepublik China | Wu Zhiqiang Xie Zhenye Su Bingtian Zhang Peimeng                                                      | 38,34       |
| 5     | Frankreich          | Stuart Dutamby Jimmy Vicaut Méba-Mickaël Zézé Christophe Lemaitre                                     | 38,48       |
| 6     | Kanada              | Gavin Smellie Aaron Brown Brendon Rodney Mobolade Ajomale                                             | 38,59       |
| 7     | Türkei              | Yiğitcan Hekimoğlu Jak Ali Harvey Emre Zafer Barnes Ramil Guliyev                                     | 38,73       |
| DNF   | Jamaika             | Omar McLeod Julian Forte Yohan Blake Usain Bolt im Vorlauf außerdem: Tyquendo Tracey Michael Campbell |             |

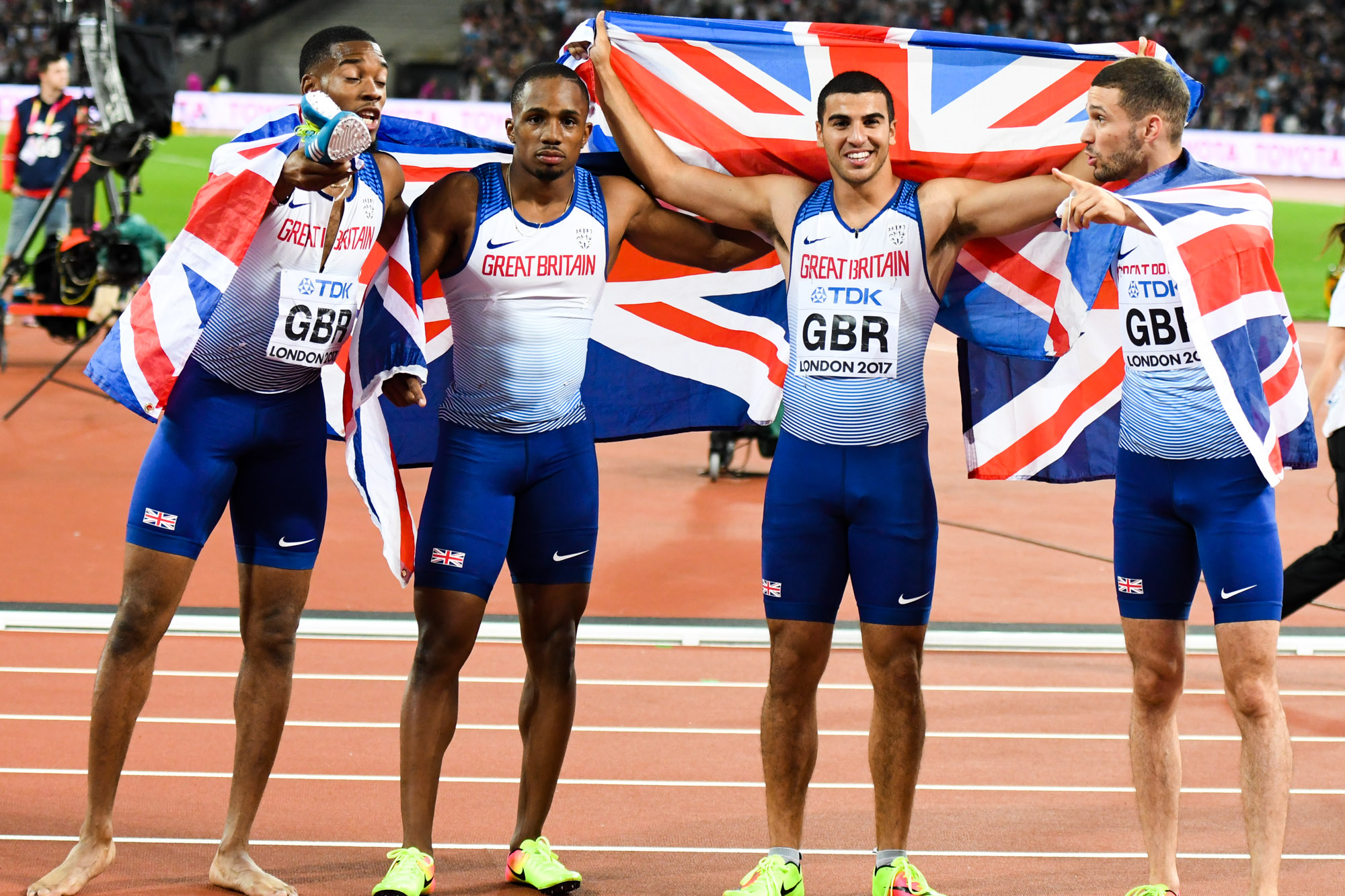
Das siegreiche Team aus Großbritannien (v. l. n. r.): Chijindu Ujah, Adam Gemili, Danny Talbot and Nethaneel Mitchell-Blake

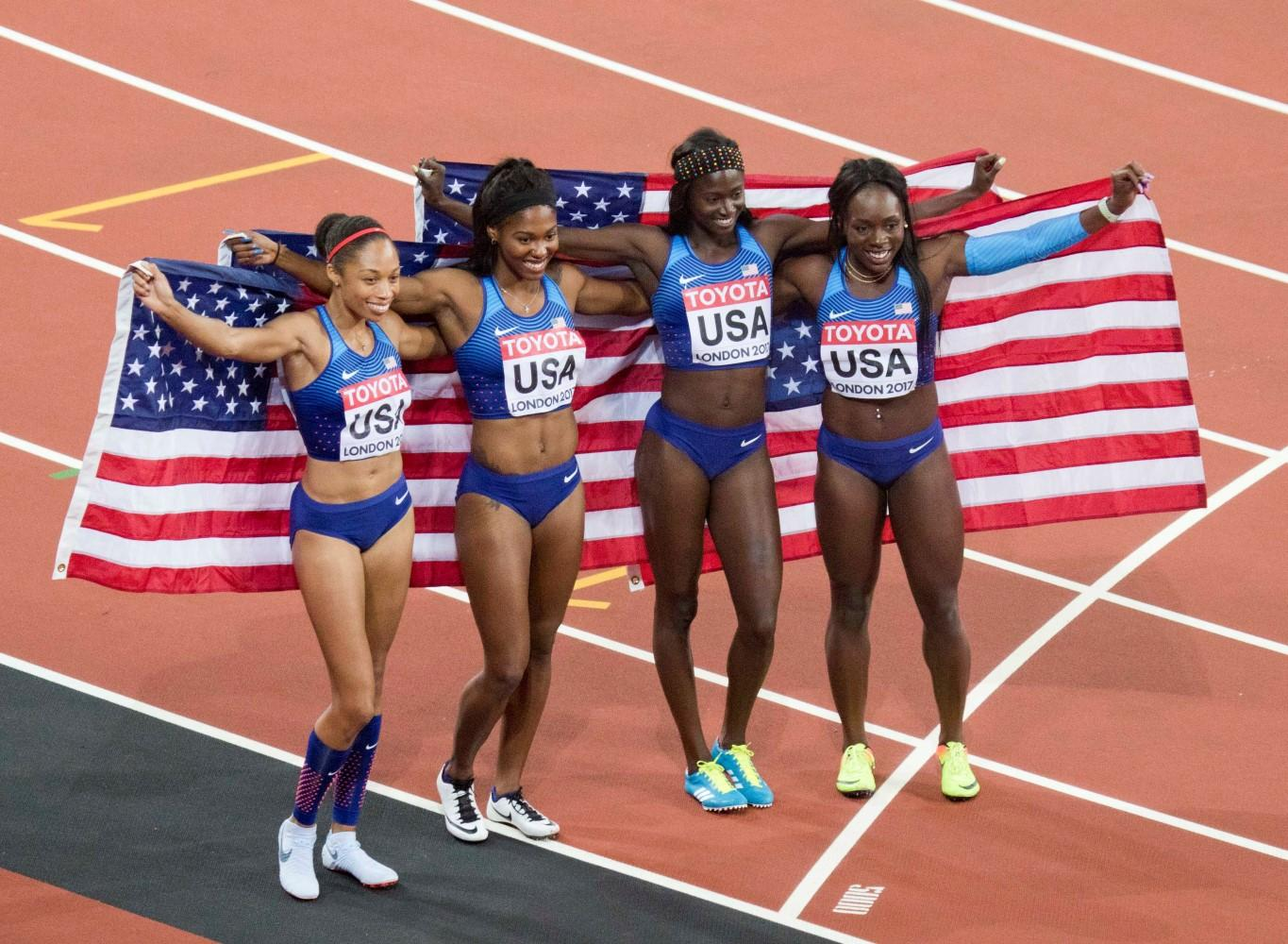
Die siegreiche US-Staffel (v. l. n. r.):
Allyson Felix, Aaliyah Brown, Tori Bowie, Morolake Akinosun

Finale am 12. August 2017, 21:50 Uhr
Teilnehmer aus deutschsprachigem Land:

 GER (Julian Reus, Robert Hering, Roy Schmidt, Robin Erewa)
ausgeschieden im zweiten Vorlauf: Platz fünf in 38,66 s

### 4 × 400 m Staffel
| Platz | Land                | Athleten                                                                                                  | Zeit (min) |
| ----- | ------------------- | --- | ---------- |
| 1     | Trinidad und Tobago | Jarrin Solomon Jereem Richards Machel Cedenio Lalonde Gordon im Vorlauf außerdem: Renny Quow              | 2:58,12 WL |
| 2     | USA                 | Wilbert London III Gil Roberts Michael Cherry Fred Kerley im Vorlauf außerdem: Bryshon Nellum Tony McQuay | 2:58,61 SB |
| 3     | Großbritannien      | Matthew Hudson-Smith Dwayne Cowan Rabah Yousif Martyn Rooney im Vorlauf außerdem: Jack Green              | 2:59,00 SB |
| 4     | Belgien             | Robin Vanderbemden Jonathan Borlée Dylan Borlée Kévin Borlée                                              | 3:00.04    |
| 5     | Spanien             | Óscar Husillos Lucas Búa Darwin Echeverry Samuel García                                                   | 3:00,65 NR |
| 6     | Kuba                | Williams Collazo Adrián Chacón Osmeli Pellicer Yoandys Lescay im Vorlauf außerdem: Leandro Zamora         | 3:01,10 SB |
| 7     | Polen               | Kajetan Duszyński Rafał Omelko Łukasz Krawczuk Tymoteusz Zimny                                            | 3:01,59 SB |
| 8     | Frankreich          | Ludvy Vaillant Thomas Jordier Mamoudou Hanne Teddy Atine-Venel                                            | 3:01,79    |

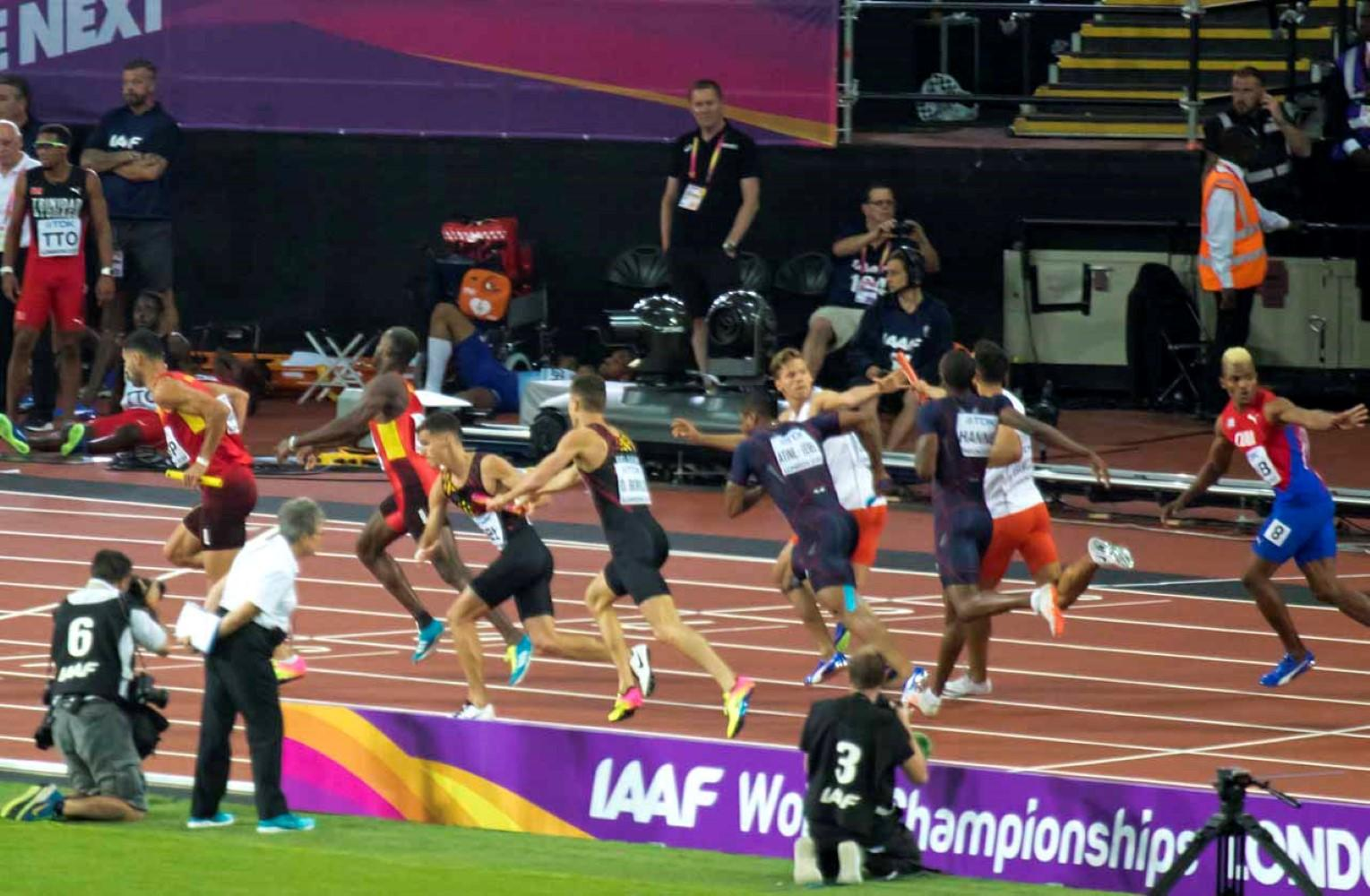
Finale, letzter Wechsel in der Verfolgergruppe

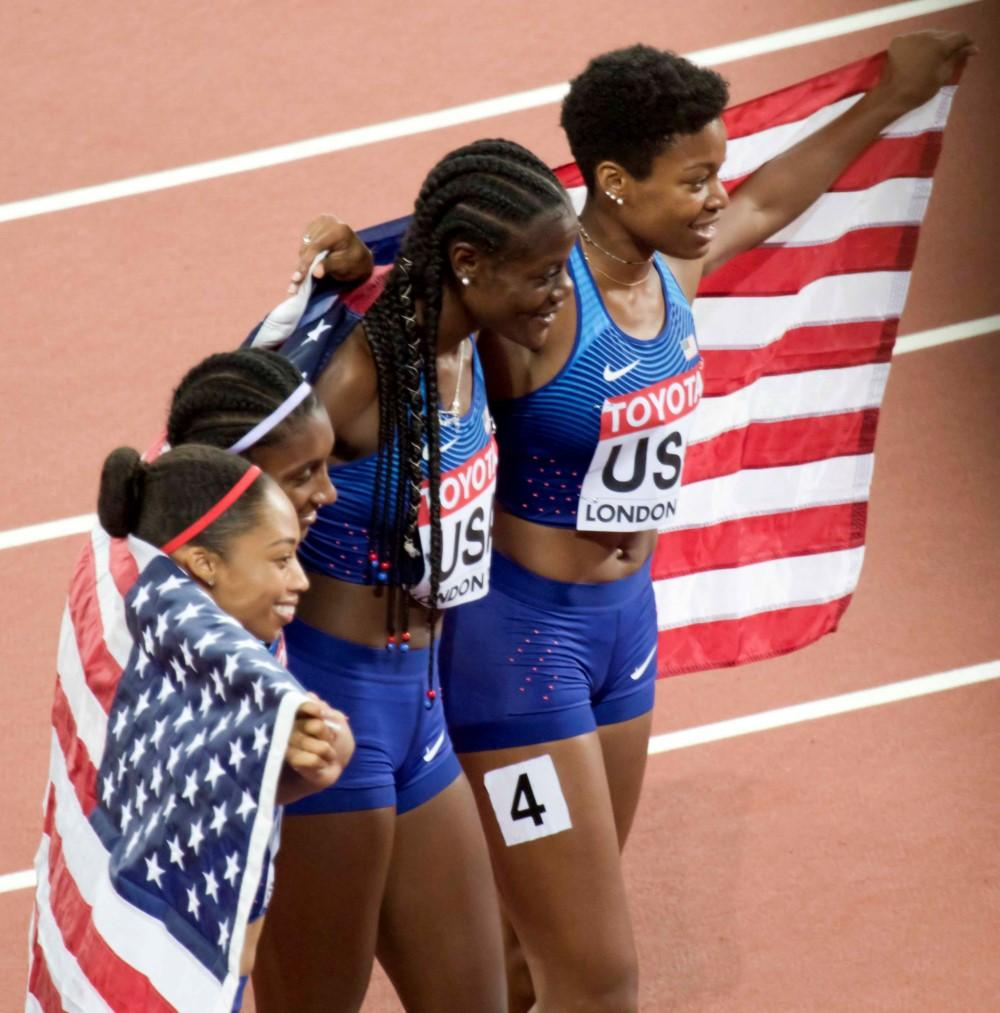
Die überlegenen Siegerinnen aus den Vereinigten Staaten (v. l. n. r.): Allyson Felix, Quanera Hayes, Shakima Wimbley, Phyllis Francis

Finale am 13. August 2017, 21:15 Uhr
Keine Teilnehmer aus deutschsprachigen Ländern

### 20 km Gehen

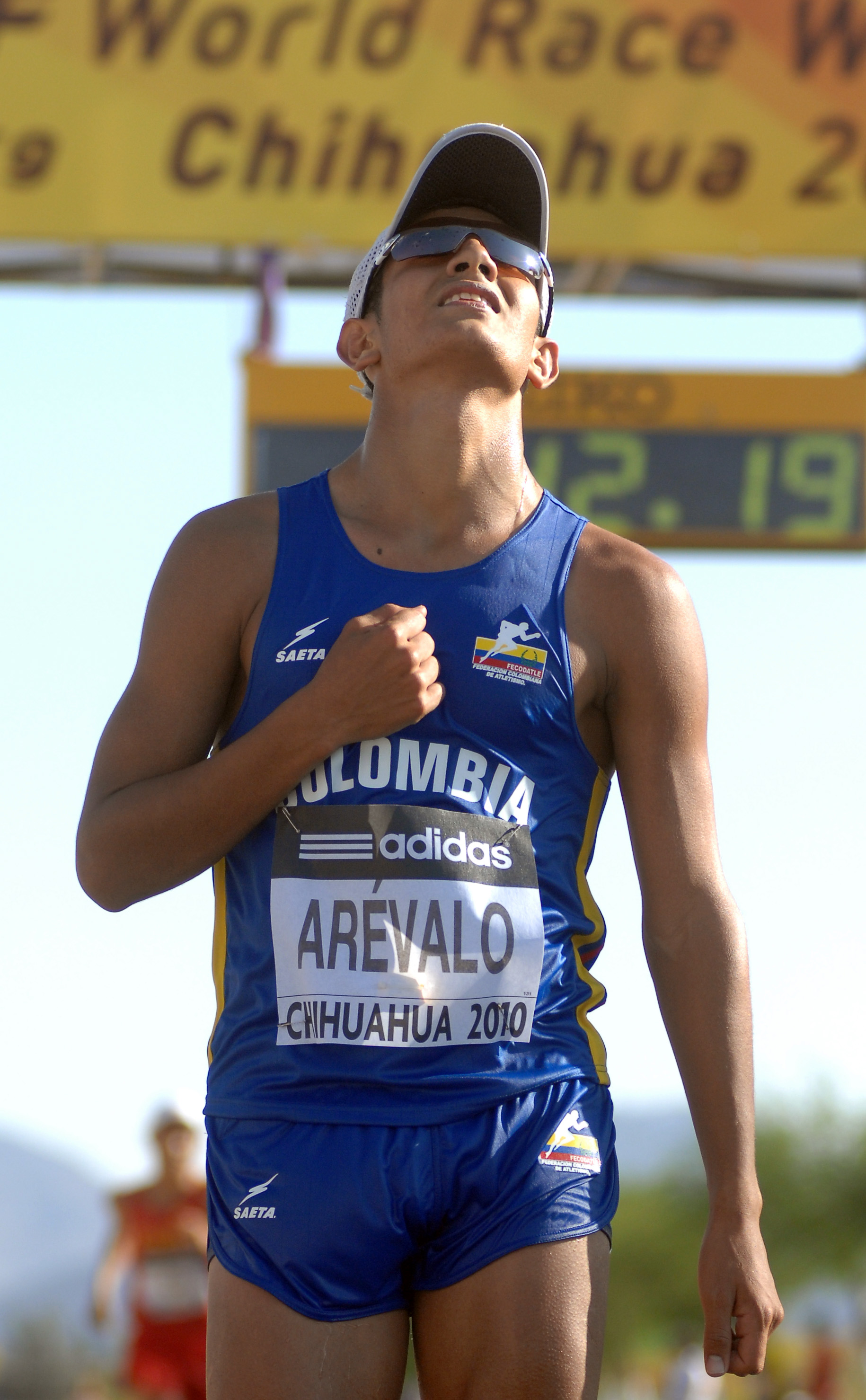
Eider Arévalo, Weltmeister über 20 km Gehen

| Platz | Athlet             | Land | Zeit (h)   |
| ----- | ------------------ | ---- | ---------- |
| 1     | Éider Arévalo      | COL  | 1:18:53 NR |
| 2     | Sergei Schirobokow | ANA  | 1:18:55    |
| 3     | Caio Bonfim        | BRA  | 1:19:04 NR |
| 4     | Lebogang Shange    | RSA  | 1:19:18 NR |
| 5     | Christopher Linke  | GER  | 1:19:21    |
| 6     | Dane Bird-Smith    | AUS  | 1:19:28 PB |
| 7     | Wang Kaihua        | CHN  | 1:19:30    |
| 8     | Álvaro Martín      | ESP  | 1:19:41 SB |

Datum: 13. August 2017, 14:20 Uhr
Weiterer Teilnehmer aus deutschsprachigem Land:

 Nils Brembach – Siebzehnter in 1:20:53 h

### 50 km Gehen
| Platz | Athlet           | Land | Zeit (h)   |
| ----- | ---------------- | ---- | ---------- |
| 1     | Yohann Diniz     | FRA  | 3:33:12 CR |
| 2     | Hirooki Arai     | JPN  | 3:41:17 SB |
| 3     | Kai Kobayashi    | JPN  | 3:41:19 PB |
| 4     | Ihor Hlawan      | UKR  | 3:41:42 SB |
| 5     | Satoshi Maruo    | JPN  | 3:43:03 PB |
| 6     | Máté Helebrandt  | HUN  | 3:43:56 NR |
| 7     | Rafał Augustyn   | POL  | 3:44:18 SB |
| 8     | Robert Heffernan | IRL  | 3:44:41 SB |

Datum: 13. August 2017, 7:47 Uhr

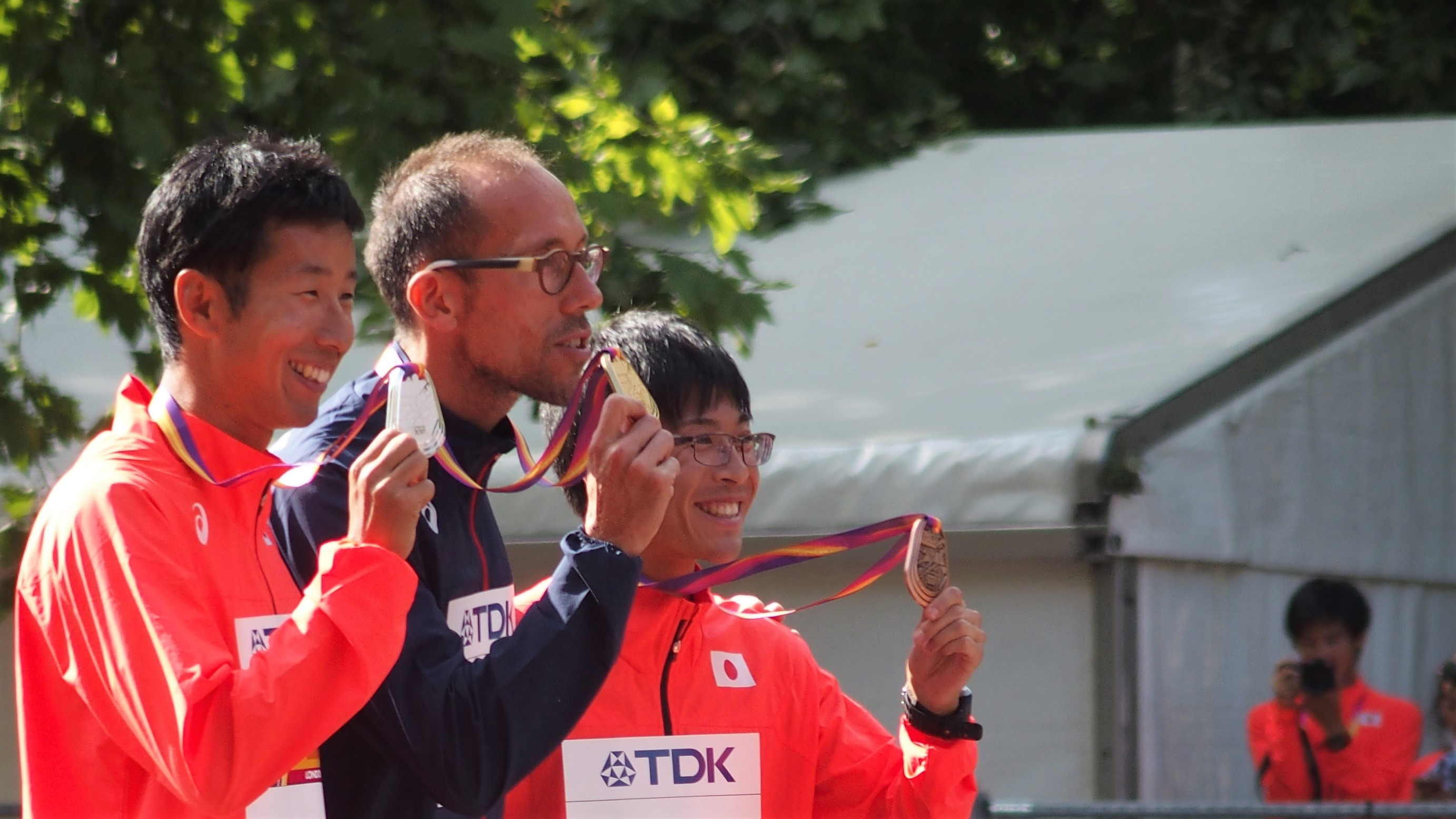
Die Medaillengewinner (v. l. n. r.): Hirooki Arai, Yohann Diniz, Kai Kobayashi

Teilnehmer aus deutschsprachigen Ländern:
- Carl Dohmann – Zehnter in 3:45:21 h
- Karl Junghannß – Dreizehnter in 3:47:01 h
- Alejandro Francisco Florez – disqualifiziert

### Hochsprung
| Platz | Athlet             | Land | Höhe (m) |
| ----- | ------------------ | ---- | -------- |
| 1     | Mutaz Essa Barshim | QAT  | 2,35     |
| 2     | Danil Lyssenko     | ANA  | 2,32     |
| 3     | Majd Eddin Ghazal  | SYR  | 2,29     |
| 4     | Edgar Rivera       | MEX  | 2,29     |
| 5     | Mateusz Przybylko  | GER  | 2,29     |
| 6     | Robert Grabarz     | GBR  | 2,25     |
| 6     | Ilja Iwanjuk       | ANA  | 2,25     |
| 8     | Bryan McBride      | USA  | 2,25     |

Finale am 13. August 2017, 19:00 Uh

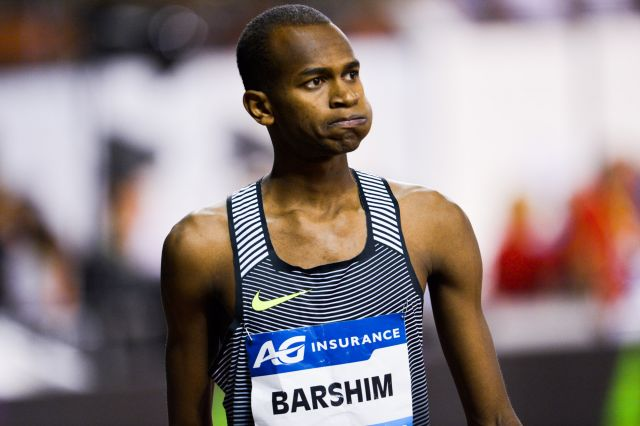
Mutaz Essa Barshim

Weiterer Teilnehmer aus deutschsprachigen Ländern:

 Eike Onnen – im Finale Zehnter mit 2,20 m

### Stabhochsprung
| Platz | Athlet              | Land | Höhe (m) |
| ----- | ------------------- | ---- | -------- |
| 1     | Sam Kendricks       | USA  | 5,95     |
| 2     | Piotr Lisek         | POL  | 5,89     |
| 3     | Renaud Lavillenie   | FRA  | 5,89 SB  |
| 4     | Xue Changrui        | CHN  | 5,82 NR  |
| 5     | Paweł Wojciechowski | POL  | 5,75     |
| 6     | Axel Chapelle       | FRA  | 5,65     |
| 7     | Kurtis Marschall    | AUS  | 5,65     |
| 8     | Shawnacy Barber     | CAN  | 5,65     |

Finale am 8. August 2017, 19:35 Uhr

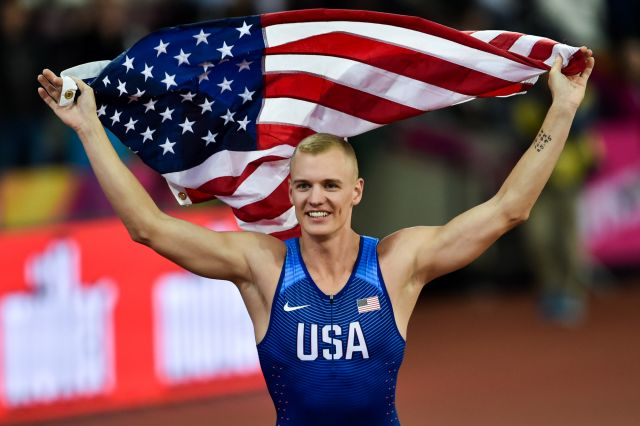
Weltmeister Sam Kendricks

Teilnehmer aus deutschsprachigen Ländern:

 Raphael Holzdeppe – im Finale ohne gültigen Versuch

### Weitsprung
| Platz | Athlet           | Land | Weite (m) |
| ----- | ---------------- | ---- | --------- |
| 1     | Luvo Manyonga    | RSA  | 8,48      |
| 2     | Jarrion Lawson   | USA  | 8,44 SB   |
| 3     | Ruswahl Samaai   | RSA  | 8,32      |
| 4     | Alexander Menkow | ANA  | 8,27      |
| 5     | Maykel Massó     | CUB  | 8,26      |
| 6     | Shi Yuhao        | CHN  | 8,23      |
| 7     | Wang Jianan      | CHN  | 8,23      |
| 8     | Michel Tornéus   | SWE  | 8,18      |

Finale am 8. August 2017, 20:05 Uhr
Teilnehmer aus deutschsprachigen Ländern:

 Julian Howard – ausgeschieden in der Qualifikation, Gruppe A: Zwölfter mit 7,72 m

### Dreisprung
| Platz | Athlet               | Land | Weite (m) |
| ----- | -------------------- | ---- | --------- |
| 1     | Christian Taylor     | USA  | 17,68     |
| 2     | Will Claye           | USA  | 17,63     |
| 3     | Nelson Évora         | POR  | 17,19     |
| 4     | Cristian Nápoles     | CUB  | 17,16     |
| 5     | Alexis Copello       | AZE  | 17,16 SB  |
| 6     | Chris Benard         | USA  | 17,16     |
| 7     | Andy Díaz            | CUB  | 17,13     |
| 8     | Jean-Marc Pontvianne | FRA  | 16,79     |

Finale am 8. August 2017, 20:20 Uhr

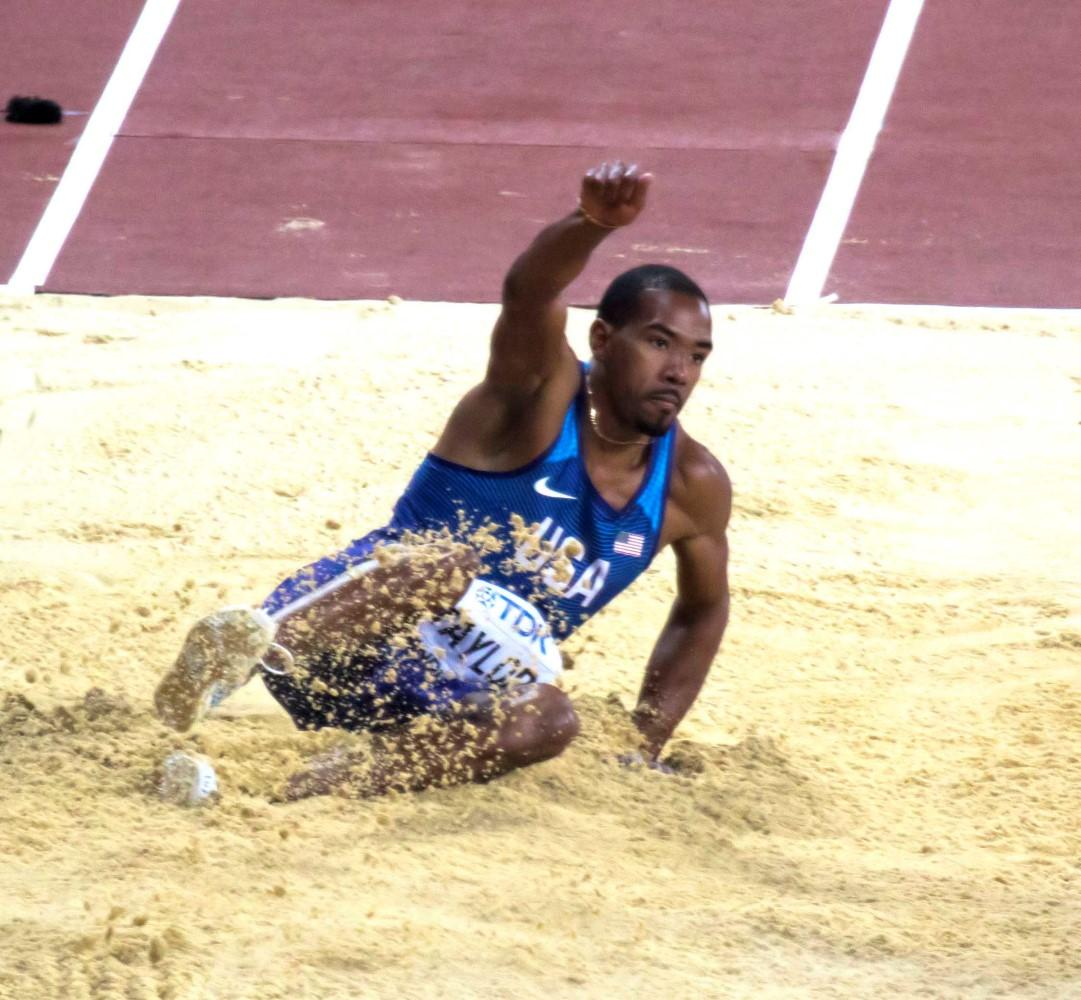
Ein weiterer großer Titel für Christian Taylor

Teilnehmer aus deutschsprachigem Land:

 Max Heß – Teilnahme aufgrund kurzfristig erlittener muskulärer Probleme abgesagt

### Kugelstoßen
| Platz | Athlet            | Land | Weite (m) |
| ----- | ----------------- | ---- | --------- |
| 1     | Tomas Walsh       | NZL  | 22,03     |
| 2     | Joe Kovacs        | USA  | 21,66     |
| 3     | Stipe Žunić       | CRO  | 21,46     |
| 4     | Tomáš Staněk      | CZE  | 21,41     |
| 5     | Michał Haratyk    | POL  | 21,41     |
| 6     | Ryan Crouser      | USA  | 21,20     |
| 7     | Ryan Whiting      | USA  | 21,09     |
| 8     | Konrad Bukowiecki | POL  | 20,89     |

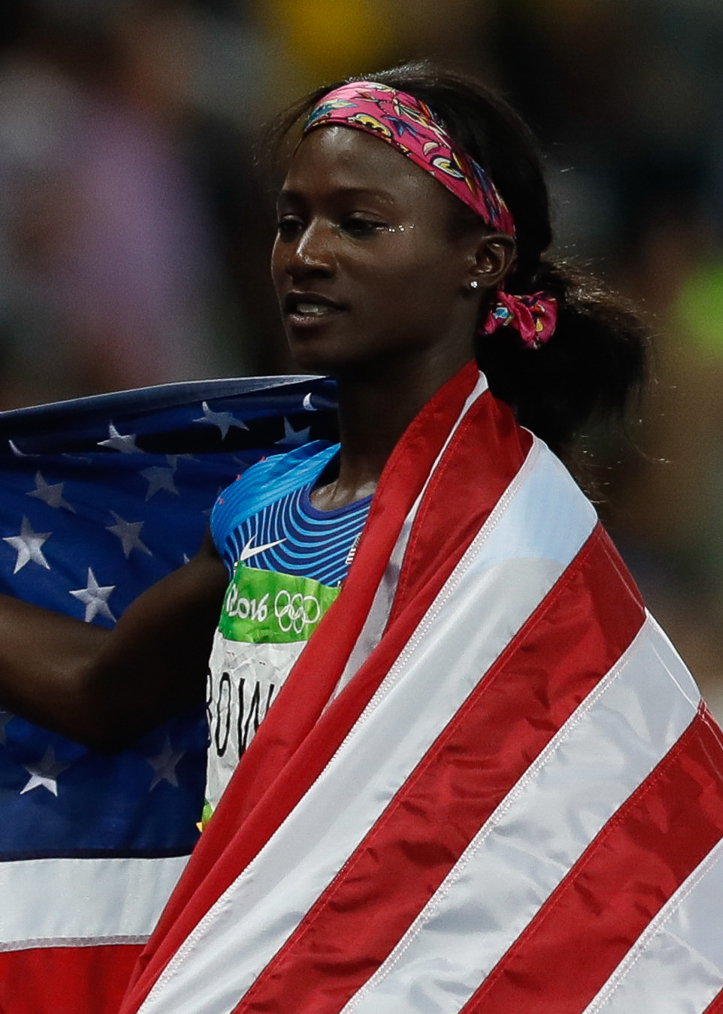
Tori Bowie, Weltmeisterin über 100 Meter

Finale am 6. August 2017, 20:35 Uhr

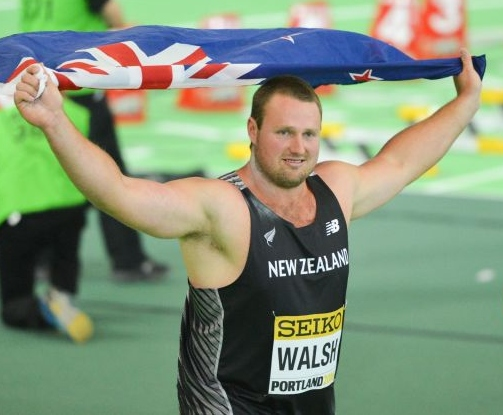
Weltmeister Tomas Walsh

Teilnehmer aus deutschsprachigem Land:

 David Storl – im Finale Zehnter mit 20,80 m

### Diskuswurf
| Platz | Athlet            | Land | Weite (m) |
| ----- | ----------------- | ---- | --------- |
| 1     | Andrius Gudžius   | LTU  | 69,21 PB  |
| 2     | Daniel Ståhl      | SWE  | 69,19     |
| 3     | Mason Finley      | USA  | 68,03 PB  |
| 4     | Fedrick Dacres    | JAM  | 65,83     |
| 5     | Piotr Małachowski | POL  | 65,24     |
| 6     | Robert Harting    | GER  | 65,10     |
| 7     | Robert Urbanek    | POL  | 64,15     |
| 8     | Traves Smikle     | JAM  | 64,04     |

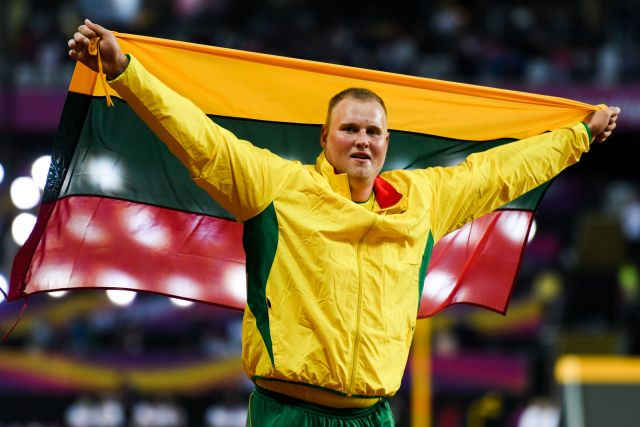
Andrius Gudžius nach seinem Sieg im Diskuswurf

Finale am 5. August 2017, 19:26 Uhr
Weitere Teilnehmer aus deutschsprachigen Ländern:
- Martin Wierig – in der Qualifikation ohne gültigen Versuch ausgeschieden
- Lukas Weißhaidinger – im Finale Neunter mit 63,76 m

### Hammerwurf
| Platz | Athlet           | Land | Weite (m) |
| ----- | ---------------- | ---- | --------- |
| 1     | Paweł Fajdek     | POL  | 79,81     |
| 2     | Waleri Pronkin   | ANA  | 78,16     |
| 3     | Wojciech Nowicki | POL  | 78,03     |
| 4     | Quentin Bigot    | FRA  | 77,67     |
| 5     | Alexei Sokirski  | ANA  | 77,50 SB  |
| 6     | Nick Miller      | GBR  | 77,31     |
| 7     | Dilschod Nasarow | TJK  | 77,22     |
| 8     | Serghei Marghiev | MDA  | 75,87     |

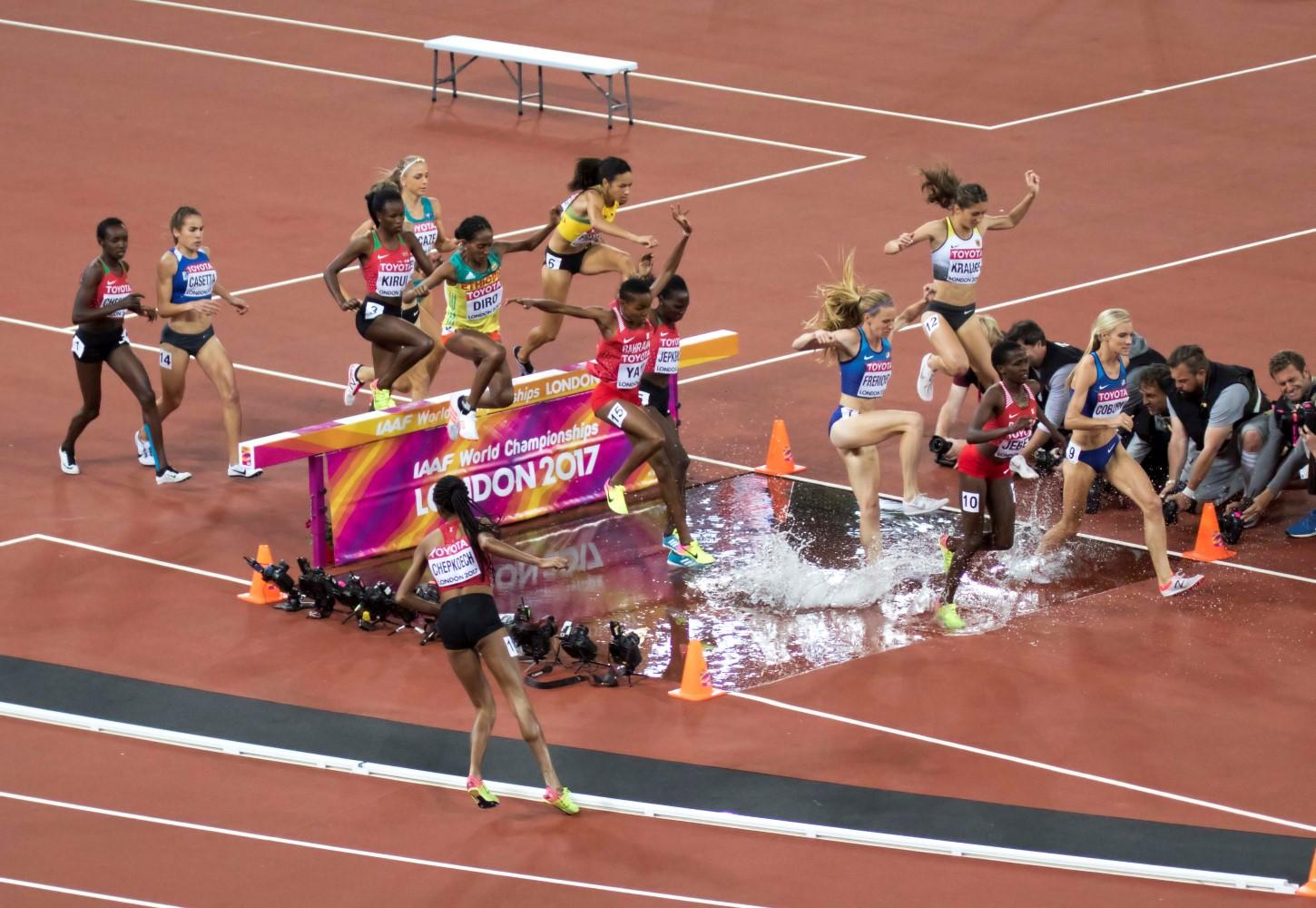
Wichtige Szene: Beatrice Chepkoech verpasste den Wassergraben

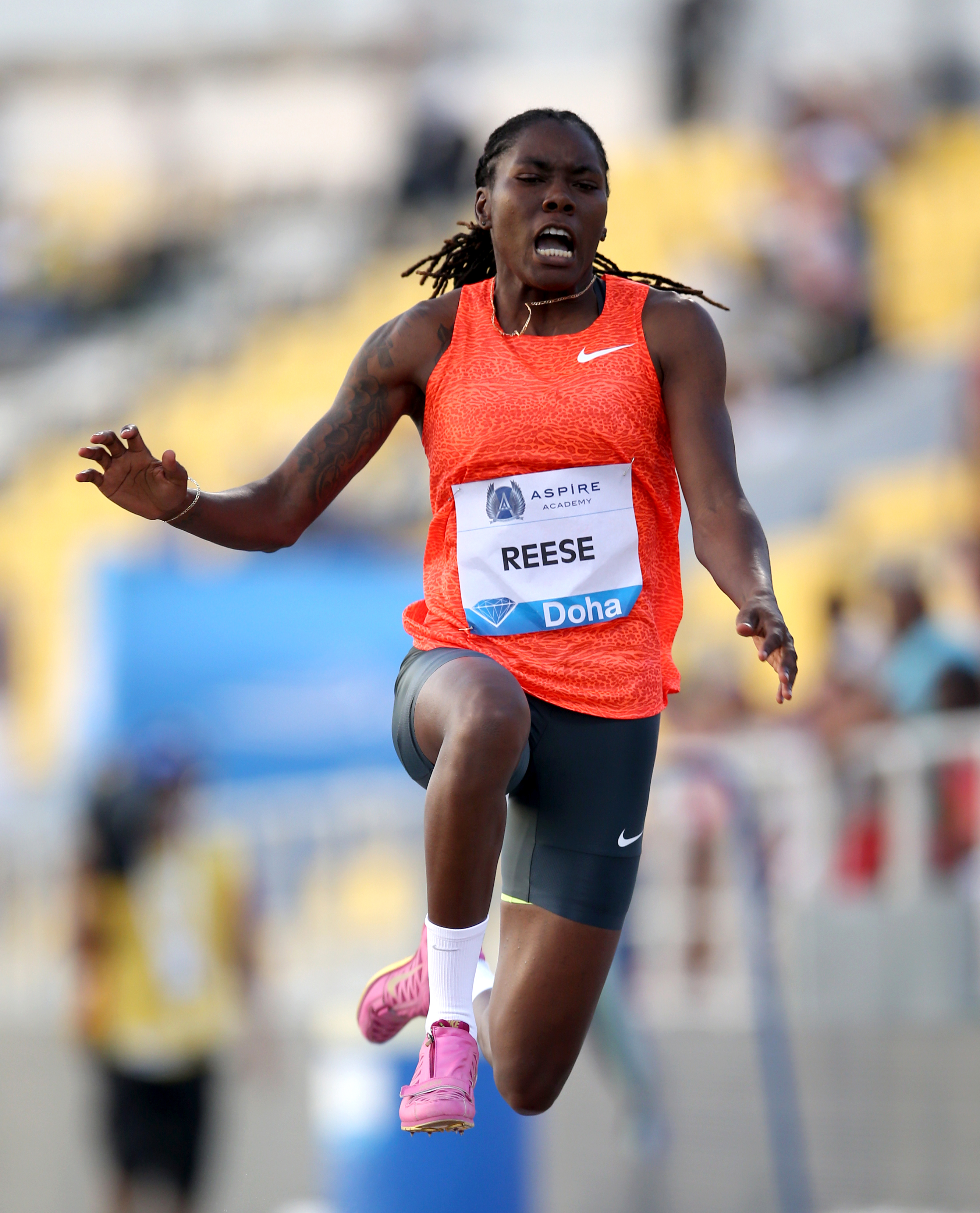
Weiterer Erfolg für Brittney Reese

Finale am 11. August 2017, 20:30 Uhr
Keine Teilnehmer aus deutschsprachigen Ländern

### Speerwurf
| Platz | Athlet           | Land | Weite (m) |
| ----- | ---------------- | ---- | --------- |
| 1     | Johannes Vetter  | GER  | 89,89     |
| 2     | Jakub Vadlejch   | CZE  | 89,73 PB  |
| 3     | Petr Frydrych    | CZE  | 88,32 PB  |
| 4     | Thomas Röhler    | GER  | 88,26     |
| 5     | Tero Pitkämäki   | FIN  | 86,94     |
| 6     | Ioannis Kyriazis | GRE  | 84,52     |
| 7     | Keshorn Walcott  | TTO  | 84,48     |
| 8     | Andreas Hofmann  | GER  | 83,98     |

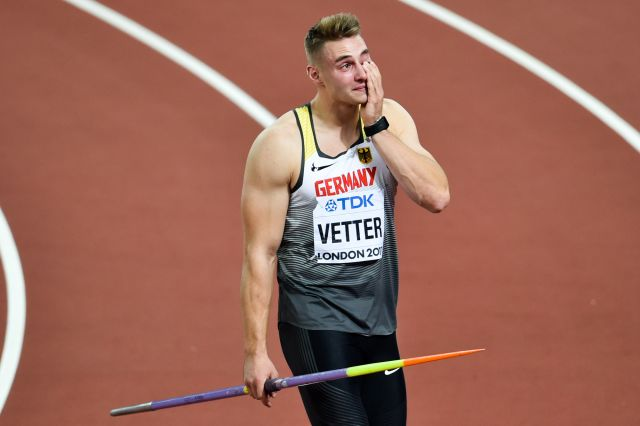
Speerwurfsieger Johannes Vetter

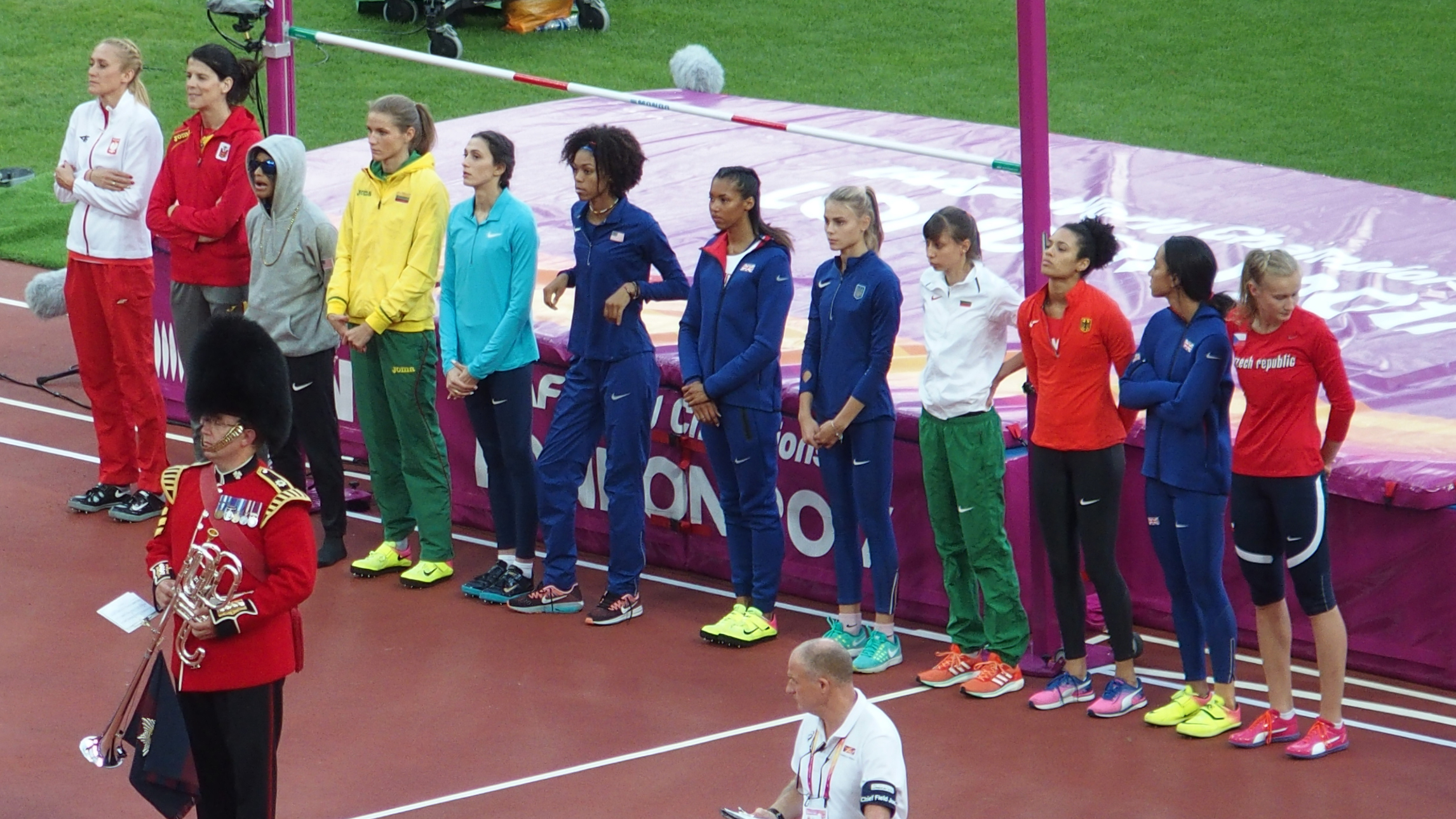
Präsentation der Hochsprung-Finalteilnehmerinnen vor dem Wettkampf

Finale am 12. August 2017, 20:15 Uhr

### Zehnkampf
| Platz | Athlet                  | Land | Punkte  |
| ----- | ----------------------- | ---- | ------- |
| 1     | Kevin Mayer             | FRA  | 8768 WL |
| 2     | Rico Freimuth           | GER  | 8564    |
| 3     | Kai Kazmirek            | GER  | 8488 SB |
| 4     | Janek Õiglane           | EST  | 8371 PB |
| 5     | Damian Warner           | CAN  | 8309    |
| 6     | Oleksij Kasjanow        | UKR  | 8234    |
| 7     | Kurt Felix              | GRN  | 8227    |
| 8     | Adam Sebastian Helcelet | CZE  | 8222    |

Datum: 11. und 12. August 2017

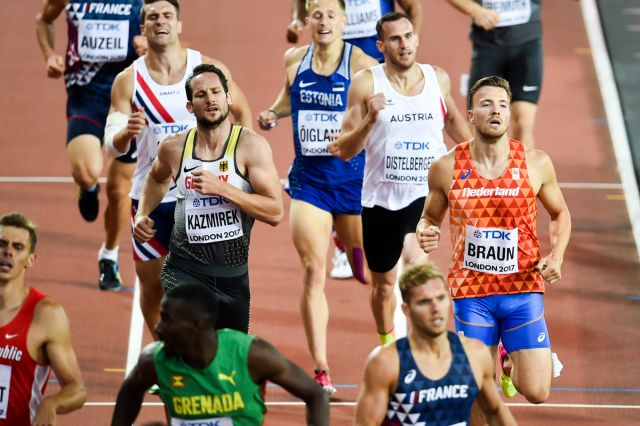
Zehnkämpfer im Ziel des abschließenden 1500-Meter-Lauf

Weitere Teilnehmer aus deutschsprachigen Ländern:
- Mathias Brugger – Abbruch wegen Kniebeschwerden nach der vierten Disziplin
- Dominik Distelberger – Siebzehnter mit 7857 Punkten

## Resultate Frauen
Anmerkung:
Zu jedem Wettbewerb sind die jeweils ersten acht Athleten benannt. Ausführliche Auflistungen finden sich in den Hauptartikeln zu den einzelnen Disziplinen.

### 100 m
| Platz | Athletin           | Land | Zeit (s) |
| ----- | ------------------ | ---- | -------- |
| 1     | Tori Bowie         | USA  | 10,85 SB |
| 2     | Marie-Josée Ta Lou | CIV  | 10,86 PB |
| 3     | Dafne Schippers    | NED  | 10,96    |
| 4     | Murielle Ahouré    | CIV  | 10,976   |
| 5     | Elaine Thompson    | JAM  | 10,978   |
| 6     | Michelle-Lee Ahye  | TTO  | 11,01    |
| 7     | Rosângela Santos   | BRA  | 11,06    |
| 8     | Kelly-Ann Baptiste | TTO  | 11,09    |

Finale am 6. August 2017, 21:50 Uhr 
Wind: +0,1 m/s

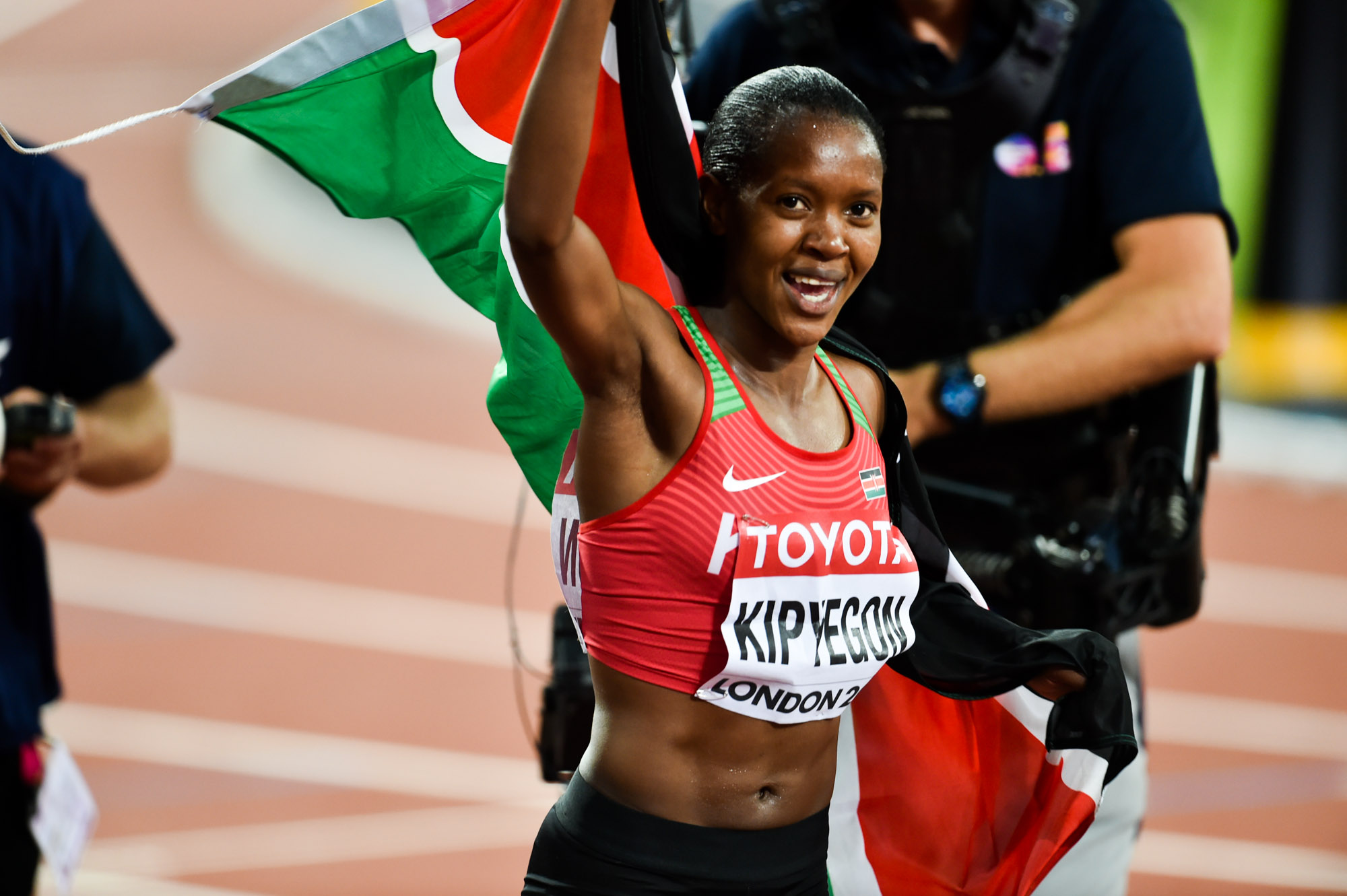
Faith Kipyegon feiert ihren Sieg

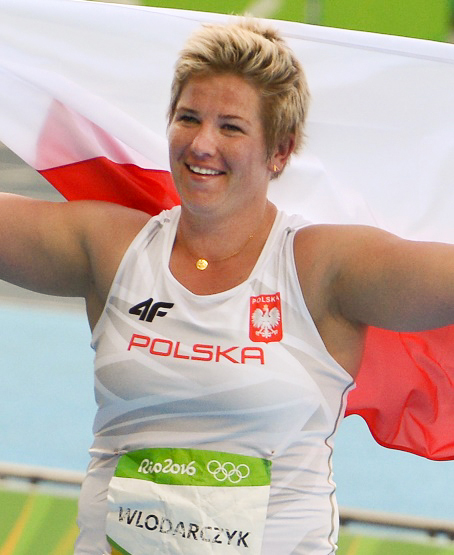
WM-Titel Nummer vier für Anita Włodarczyk

Teilnehmerinnen aus deutschsprachigen Ländern:
- Gina Lückenkemper – ausgeschieden im dritten Halbfinallauf: Sechste in 11,16 s
- Tatjana Pinto – im Vorlauf wegen eines Fehlstarts disqualifiziert
- Mujinga Kambundji – ausgeschieden im zweiten Halbfinallauf: Dritte in 11,11 s
- Salomé Kora – ausgeschieden im dritten Halbfinallauf: Achte in 11,31 s

### 200 m
| Platz | Athletin            | Land | Zeit (s) |
| ----- | ------------------- | ---- | -------- |
| 1     | Dafne Schippers     | NED  | 22,05 SB |
| 2     | Marie-Josée Ta Lou  | CIV  | 22,08 NR |
| 3     | Shaunae Miller-Uibo | BAH  | 22,15    |
| 4     | Dina Asher-Smith    | GBR  | 22,22 SB |
| 5     | Deajah Stevens      | USA  | 22,44    |
| 6     | Kimberlyn Duncan    | USA  | 22,59    |
| 7     | Crystal Emmanuel    | CAN  | 22,60    |
| 8     | Tynia Gaither       | BAH  | 23,07    |

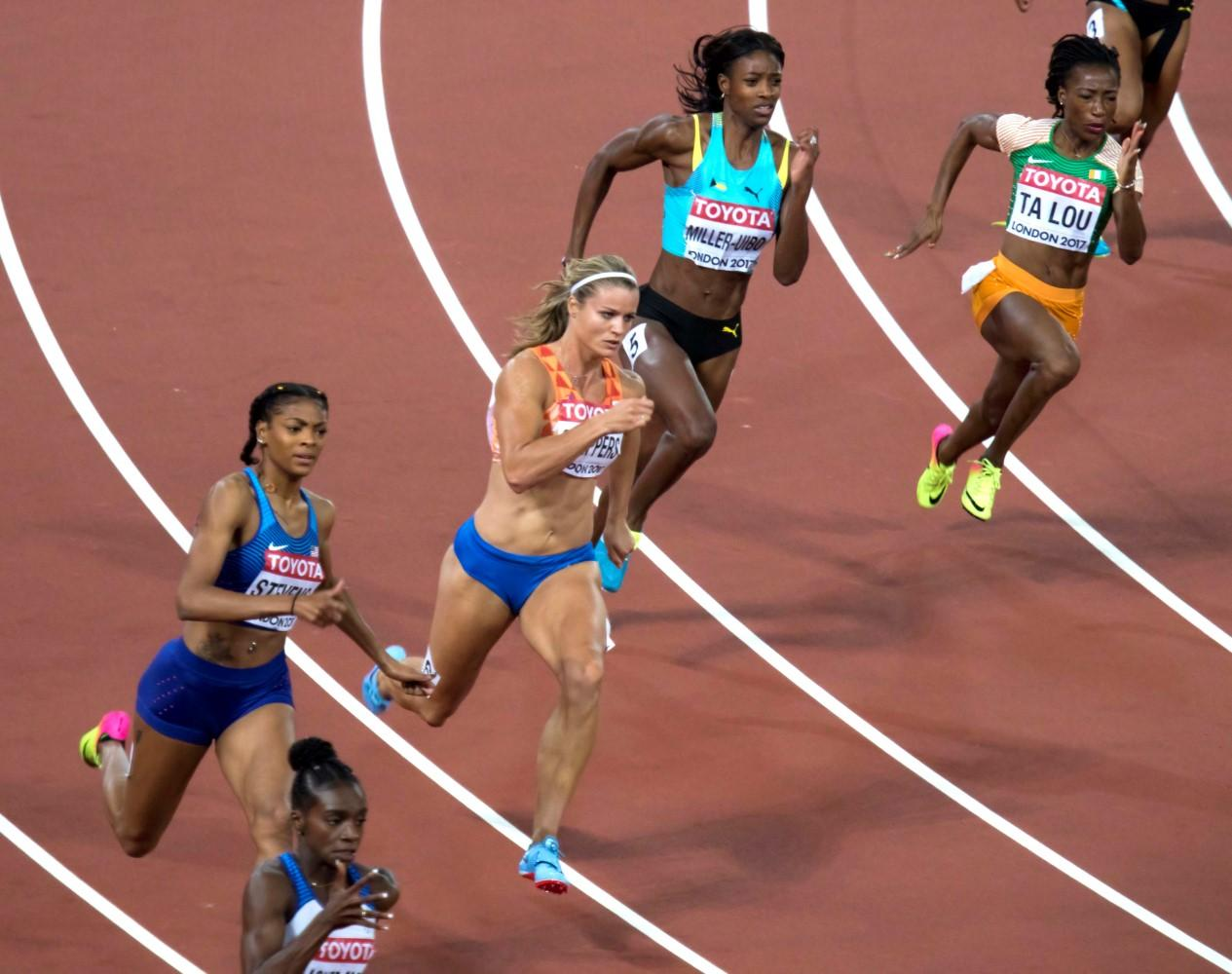
Die Läuferinnen des
200-Meter-Finales in der Startkurve

Finale am 11. August, 21:50 Uhr / Wind: +0,8 m/s

Teilnehmerinnen aus deutschsprachigen Ländern:
- Rebekka Haase – ausgeschieden im ersten Halbfinallauf: Vierte in 23,03 s
- Laura Müller – Start wegen Erkältung abgesagt
- Lisa Mayer – Start wegen Verletzungssorgen und Trainingsrückstand abgesagt
- Mujinga Kambundji – ausgeschieden im zweiten Halbfinallauf: Dritte in 23,00 s
- Sarah Atcho – ausgeschieden im ersten Halbfinallauf: Sechste in 23,12 s
- Corinna Halbheer – ausgeschieden im siebten Vorlauf: Vierte in 23,51 s

### 400 m
| Platz | Athletin                | Land | Zeit (s) |
| ----- | ----------------------- | ---- | -------- |
| 1     | Phyllis Francis         | USA  | 49,92 PB |
| 2     | Salwa Eid Naser         | BRN  | 50,06 NR |
| 3     | Allyson Felix           | USA  | 50,08    |
| 4     | Shaunae Miller-Uibo     | BAH  | 50,49    |
| 5     | Shericka Jackson        | JAM  | 50,76    |
| 6     | Stephenie Ann McPherson | JAM  | 50,86    |
| 7     | Novlene Williams-Mills  | JAM  | 51,48    |
| DOP   | Kabange Mupopo          | ZAM  | 51,15    |

Finale am 9. August 2017, 21:50 Uhr
Teilnehmerinnen aus deutschsprachigen Ländern:

 Ruth Sophia Spelmeyer – ausgeschieden im dritten Halbfinallauf: Vierte in 51,77 s
Dieser Wettbewerb war von zwei Dopingfällen belastet:
- Die zunächst siebtplatzierte sambische Sprinterin Kabange Mupopo wurde positiv auf Testosteron getestet, für vier Jahre gesperrt und disqualifiziert.[20]
- Die Ergebnisse der Nigerianerin Margaret Bamgbose, die im Halbfinale ausgeschieden war, wurden wegen Verstoßes gegen die Antidopingbestimmungen nachträglich annulliert. Die Athletin wurde vom 1. Juli bis 31. Dezember 2017 mit einer Wettkampfsperre belegt.[21][22]

### 800 m
| Platz | Athletin                 | Land | Zeit (min) |
| ----- | ------------------------ | ---- | ---------- |
| 1     | Caster Semenya           | RSA  | 1:55,16 WL |
| 2     | Francine Niyonsaba       | BDI  | 1:55,92    |
| 3     | Ajeé Wilson              | USA  | 1:56,65    |
| 4     | Margaret Nyairera Wambui | KEN  | 1:57,54    |
| 5     | Melissa Bishop           | CAN  | 1:57,68    |
| 6     | Angelika Cichocka        | POL  | 1:58,41 PB |
| 7     | Charlene Lipsey          | USA  | 1:58,73    |
| 8     | Lynsey Sharp             | GBR  | 1:58,98    |

Finale am 13. August 2017, 20:10 Uhr
Teilnehmerinnen aus deutschsprachigen Ländern:
- Christina Hering – ausgeschieden im dritten Halbfinallauf: Siebte in 2:02,69 min
- Selina Büchel – ausgeschieden im zweiten Halbfinallauf: Fünfte in 1:59,85 min

### 1500 m
| Platz | Athletin          | Land | Zeit (min) |
| ----- | ----------------- | ---- | ---------- |
| 1     | Faith Kipyegon    | KEN  | 4:02,59    |
| 2     | Jenny Simpson     | USA  | 4:02,76    |
| 3     | Caster Semenya    | RSA  | 4:02,90    |
| 4     | Laura Muir        | GBR  | 4:02,97    |
| 5     | Sifan Hassan      | NED  | 4:03,34    |
| 6     | Laura Weightman   | GBR  | 4:04,11    |
| 7     | Angelika Cichocka | POL  | 4:04,16    |
| 8     | Rababe Arafi      | MAR  | 4:04,35    |

Finale am 7. August 2017, 21:50 Uhr
Teilnehmerinnen aus deutschsprachigen Ländern:
- Hanna Klein – im Finale Elfte in 4:06,22 min
- Konstanze Klosterhalfen – ausgeschieden im zweiten Halbfinallauf: Achte in 4:06,58 min

### 5000 m
| Platz | Athletin                   | Land | Zeit (min)  |
| ----- | -------------------------- | ---- | ----------- |
| 1     | Hellen Obiri               | KEN  | 14:34,86    |
| 2     | Almaz Ayana                | ETH  | 14:40,35 SB |
| 3     | Sifan Hassan               | NED  | 14:42,73    |
| 4     | Senbere Teferi             | ETH  | 14:47,45    |
| 5     | Margaret Chelimo Kipkemboi | KEN  | 14:48,74    |
| 6     | Laura Muir                 | GBR  | 14:52,07    |
| 7     | Sheila Chepkirui           | KEN  | 14:54,05 PB |
| 8     | Susan Krumins              | NED  | 14:58,33    |

Finale am 13. August 2017, 19:35 Uhr
Teilnehmerin aus deutschsprachigem Land:

 Alina Reh – ausgeschieden im ersten Vorlauf: Neunte in 15:10,01 min (PB)

### 10.000 m
| Platz | Athletin             | Land | Zeit (min)  |
| ----- | -------------------- | ---- | ----------- |
| 1     | Almaz Ayana          | ETH  | 30:16,32 WL |
| 2     | Tirunesh Dibaba      | ETH  | 31:02,69 SB |
| 3     | Agnes Jebet Tirop    | KEN  | 31:03,50 PB |
| 4     | Alice Aprot Nawowuna | KEN  | 31:11,86 SB |
| 5     | Susan Krumins        | NED  | 31:20,24 PB |
| 6     | Emily Infeld         | USA  | 31:20,45 PB |
| 7     | Irene Cheptai        | KEN  | 31:21,11 SB |
| 8     | Molly Huddle         | USA  | 31:24,78    |

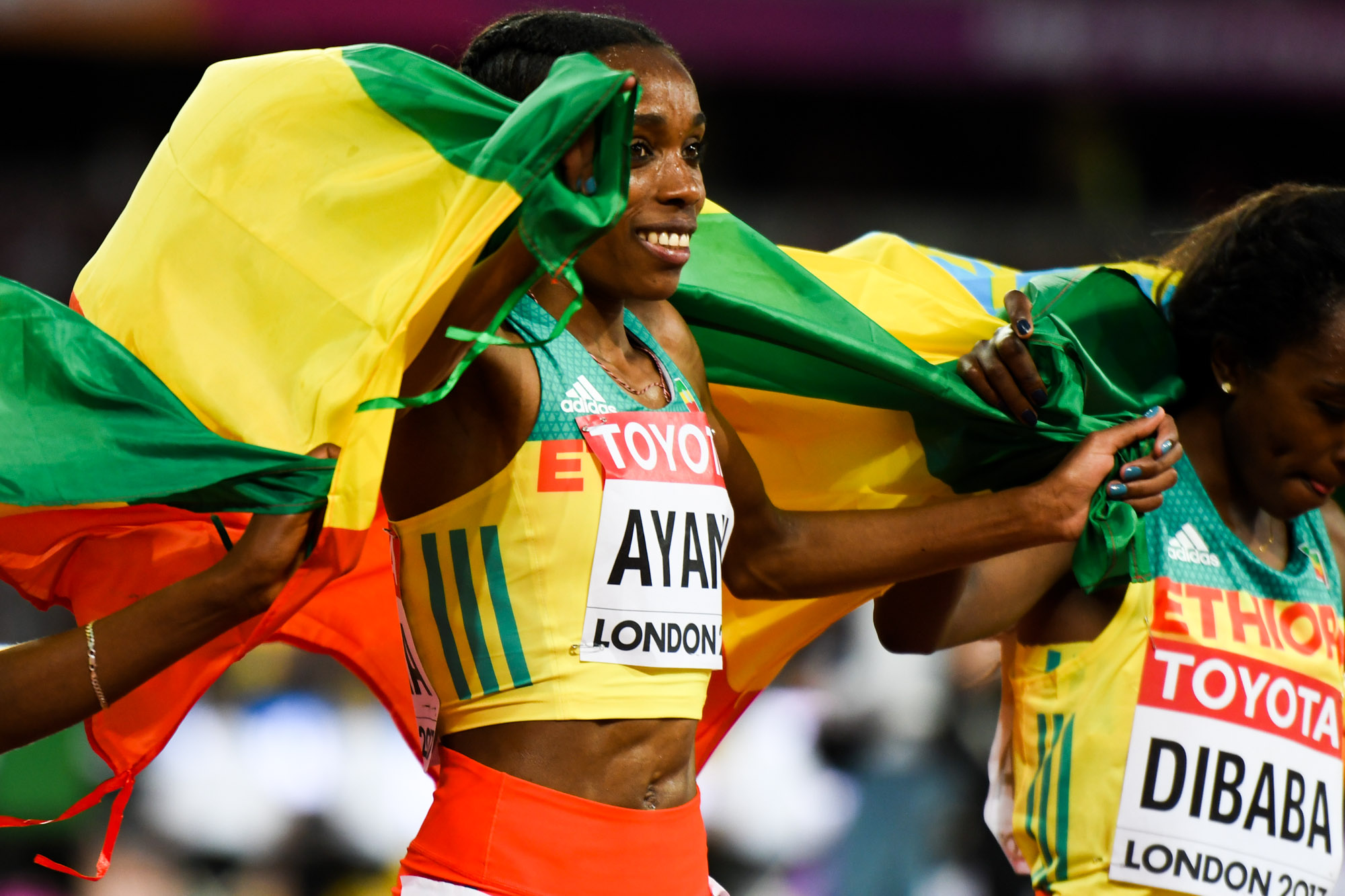
Almaz Ayana

Datum: 5. August 2017, 20:10 Uhr
Keine Teilnehmerinnen aus deutschsprachigen Ländern

### Marathon
| Platz | Athletin               | Land | Zeit (h)   |
| ----- | ---------------------- | ---- | ---------- |
| 1     | Rose Chelimo           | BRN  | 2:27:11 SB |
| 2     | Edna Kiplagat          | KEN  | 2:27:18 SB |
| 3     | Amy Cragg              | USA  | 2:27:18 SB |
| 4     | Flomena Cheyech Daniel | KEN  | 2:27:21    |
| 5     | Shure Demise           | ETH  | 2:27:58    |
| 6     | Eunice Jepkirui Kirwa  | BRN  | 2:28:17    |
| 7     | Helah Jelagat Kiprop   | KEN  | 2:28:19    |
| 8     | Mare Dibaba            | ETH  | 2:28:49 SB |

Datum: 6. August 2017, 14:00 Uhr
Teilnehmerinnen aus deutschsprachigen Ländern:
- Fate Tola – Platz 22 in 2:33:39 h
- Katharina Heinig – Platz 39 in 2:39:59 h

### 100 m Hürden
| Platz | Athletin           | Land | Zeit (s) |
| ----- | ------------------ | ---- | -------- |
| 1     | Sally Pearson      | AUS  | 12,59    |
| 2     | Dawn Harper-Nelson | USA  | 12,63 SB |
| 3     | Pamela Dutkiewicz  | GER  | 12,72    |
| 4     | Kendra Harrison    | USA  | 12,74    |
| 5     | Christina Manning  | USA  | 12,74    |
| 6     | Alina Talaj        | BLR  | 12,81 SB |
| 7     | Nadine Visser      | NED  | 12,83    |
| 8     | Nia Ali            | USA  | 13,04    |

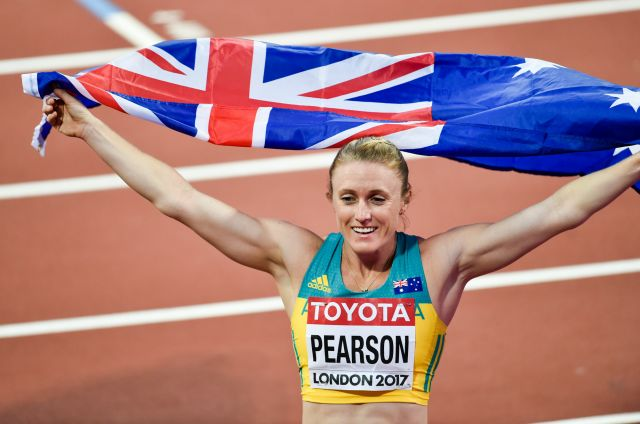
Freude bei Sally Pearson

Finale am 12. August 2017, 20:05 Uhr 
Wind: +0,1 m/s
Teilnehmerinnen aus deutschsprachigen Ländern:
- Ricarda Lobe – ausgeschieden im ersten Halbfinallauf: Sechste in 13,11 s
- Nadine Hildebrand – ausgeschieden im fünften Vorlauf: Fünfte in 13,14 s

### 400 m Hürden
| Platz | Athletin          | Land | Zeit (s) |
| ----- | ----------------- | ---- | -------- |
| 1     | Kori Carter       | USA  | 53,07    |
| 2     | Dalilah Muhammad  | USA  | 53,50    |
| 3     | Ristananna Tracey | JAM  | 53,74 PB |
| 4     | Zuzana Hejnová    | CZE  | 54,20 SB |
| 5     | Léa Sprunger      | SUI  | 54,49    |
| 6     | Sage Watson       | CAN  | 54,92    |
| 7     | Cassandra Tate    | USA  | 55,43    |
| 8     | Eilidh Doyle      | GBR  | 55,71    |

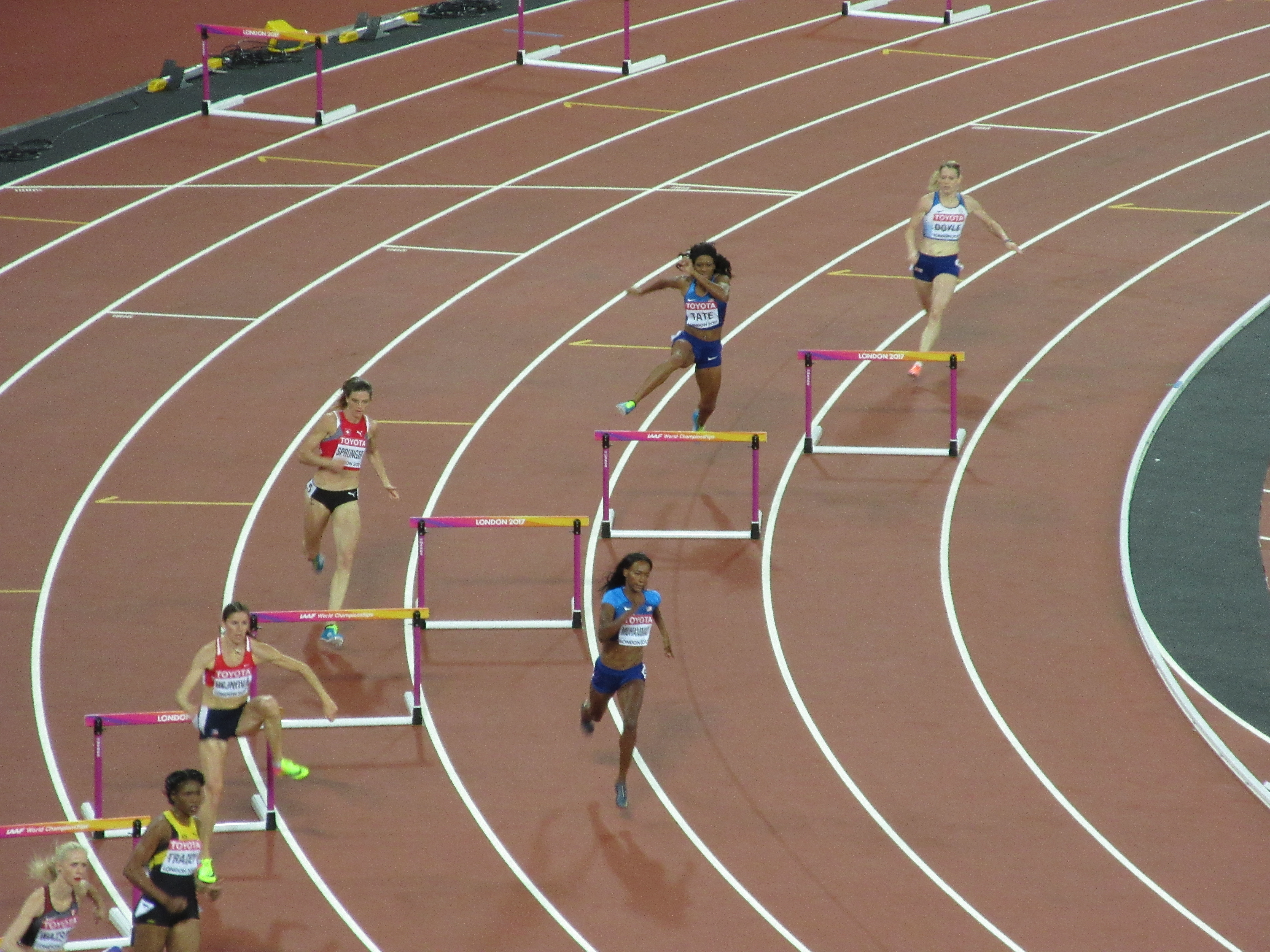
Finale über 400 Meter Hürden

Finale am 10. August 2017, 21:35 Uhr
Teilnehmerinnen aus deutschsprachigen Ländern:
- Jackie Baumann – ausgeschieden im dritten Vorlauf: Siebte in 57,59 s
- Petra Fontanive – ausgeschieden im ersten Halbfinallauf: Fünfte in 55,79 s
- Yasmin Giger – ausgeschieden im zweiten Vorlauf: Achte in 57,72 s

### 3000 m Hindernis
| Platz | Athletin                    | Land | Zeit (min) |
| ----- | --------------------------- | ---- | ---------- |
| 1     | Emma Coburn                 | USA  | 9:02,58 CR |
| 2     | Courtney Frerichs           | USA  | 9:03,77 PB |
| 3     | Hyvin Kiyeng                | KEN  | 9:04,03    |
| 4     | Beatrice Chepkoech          | KEN  | 9:10,45    |
| 5     | Ruth Jebet                  | BRN  | 9:13,96    |
| 6     | Celliphine Chepteek Chespol | KEN  | 9:15,04    |
| 7     | Etenesh Diro                | ETH  | 9:22,46    |
| 8     | Winfred Mutile Yavi         | BRN  | 9:22,67 PB |

Finale am 11. August 2017, 21:25 Uhr
Beatrice Chepkoech stolperte an einem Hindernis, nachdem sie wegen Auslassung des Wassergrabens kurz hatte umkehren müssen. Daraufhin stürzte Gesa Felicitas Krause und verletzte sich, setzte das Rennen jedoch mit großem Rückstand fort und war im Ziel Neunte.
Teilnehmerinnen aus deutschsprachigen Ländern:
- Gesa Felicitas Krause – im Finale Neunte in 9:23,87 min
- Fabienne Schlumpf – ausgeschieden im dritten Vorlauf: Siebte in 9:36,08 min

### 4 × 100 m Staffel
| Platz | Land                | Athletinnen                                                                                               | Zeit (s) |
| ----- | ------------------- | --- | -------- |
| 1     | USA                 | Aaliyah Brown Allyson Felix Morolake Akinosun Tori Bowie (Finale) im Vorlauf außerdem: Ariana Washington  | 41,82 WL |
| 2     | Großbritannien      | Asha Philip Desiree Henry Dina Asher-Smith Daryll Neita                                                   | 42,12    |
| 3     | Jamaika             | Jura Levy Natasha Morrison Simone Facey (Finale) Sashalee Forbes im Vorlauf außerdem: Christania Williams | 42,19    |
| 4     | Deutschland         | Tatjana Pinto Lisa Mayer Gina Lückenkemper Rebekka Haase                                                  | 42,36    |
| 5     | Schweiz             | Ajla Del Ponte Sarah Atcho Mujinga Kambundji Salomé Kora                                                  | 42,51    |
| 6     | Trinidad und Tobago | Semoy Hackett Michelle-Lee Ahye Khalifa St. Fort Kelly-Ann Baptiste                                       | 42,62 SB |
| 7     | Brasilien           | Franciela Krasucki Ana Cláudia Silva Vitória Cristina Rosa Rosângela Santos                               | 42,63 SB |
| 8     | Niederlande         | Tessa van Schagen (Finale) Dafne Schippers Naomi Sedney Jamile Samuel im Vorlauf außerdem: Madiea Ghafoor | 43,07    |

Finale am 12. August 2017, 21:30 Uhr
Keine weiteren Teilnehmerinnen aus deutschsprachigen Ländern

### 4 × 400 m Staffel
| Platz | Land           | Athletinnen | Zeit (min) |
| ----- | -------------- | --- | ---------- |
| 1     | USA            | Quanera Hayes Allyson Felix (Finale) Shakima Wimbley Phyllis Francis (Finale) im Vorlauf außerdem: Kendall Ellis Natasha Hastings                                  | 3:19,02 WL |
| 2     | Großbritannien | Zoey Clark Laviai Nielsen Eilidh Doyle (Finale) Emily Diamond im Vorlauf außerdem: Perri Shakes-Drayton                                                            | 3:25,00    |
| 3     | Polen          | Małgorzata Hołub Iga Baumgart Aleksandra Gaworska (Finale) Justyna Święty (Finale) im Vorlauf außerdem: Patrycja Wyciszkiewicz Martyna Dąbrowska                   | 3:25,41 SB |
| 4     | Frankreich     | Estelle Perrossier Déborah Sananes Agnès Raharolahy Elea Mariama Diarra                                                                                            | 3:26,56 SB |
| 5     | Nigeria        | Patience Okon George Abike Funmilola Egbeniyi (Finale) Glory Onome Nathaniel Yinka Ajayi im Vorlauf außerdem: Emerald Egwim                                        | 3:26,72    |
| 6     | Deutschland    | Ruth Sophia Spelmeyer Laura Müller Nadine Gonska Hannah Mergenthaler (Finale) im Vorlauf außerdem: Svea Köhrbrück                                                  | 3:27,45    |
| 7     | Botswana       | Christine Botlogetswe Lydia Jele Galefele Moroko Amantle Montsho                                                                                                   | 3:28,00    |
| DNF   | Jamaika        | Chrisann Gordon Anneisha McLaughlin-Whilby Shericka Jackson (Finale) Novlene Williams-Mills (Finale) im Vorlauf außerdem: Anastasia Le-Roy Stephenie Ann McPherson |            |

Finale am 13. August 2017, 20:55 Uhr
Keine weiteren Teilnehmerinnen aus deutschsprachigen Ländern

### 20 km Gehen
| Platz | Athletin                 | Land | Zeit (h)   |
| ----- | ------------------------ | ---- | ---------- |
| 1     | Yang Jiayu               | CHN  | 1:26:18 PB |
| 2     | María Guadalupe González | MEX  | 1:26:19 SB |
| 3     | Antonella Palmisano      | ITA  | 1:26:36 PB |
| 4     | Érica de Sena            | BRA  | 1:26:59 SR |
| 5     | Sandra Arenas            | COL  | 1:28:10 NR |
| 6     | Ana Cabecinha            | POR  | 1:28:57 SB |
| 7     | Kimberly García          | PER  | 1:29:13 NR |
| 8     | Wang Na                  | CHN  | 1:29:26    |

Datum: 13. August 2017, 12:20 Uhr
Teilnehmerin aus deutschsprachigem Land:

 Laura Polli – Platz 49 in 1:39,05 h
In diesem Wettbewerb gab es einen Dopingfall:

Die griechische Geherin Despina Zapounidou, die ihren Wettkampf vorzeitig beendet hatte, wurde wegen eines positiven Tests auf Erythropoetin (EPO) vom 23. August an für vier Jahre gesperrt. Ihre seit dem 11. August 2017 erzielten Resultate wurden annulliert

### 50 km Gehen

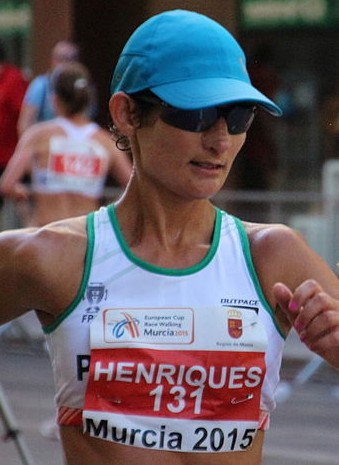
Inês Henriques – erste Weltmeisterin auf der neuen Strecke

| Platz | Athletin            | Land | Zeit (h)   |
| ----- | ------------------- | ---- | ---------- |
| 1     | Inês Henriques      | POR  | 4:05:56 WR |
| 2     | Yin Hang            | CHN  | 4:08:58 AS |
| 3     | Yang Shuqing        | CHN  | 4:20:49 PB |
| 4     | Kathleen Burnett    | USA  | 4:21:51 AM |
| –     | Nair Da Rosa        | BRA  | DNF        |
| –     | Susan Randall       | USA  | DNF        |
| –     | Erin Taylor-Talcott | USA  | DSQ        |

Datum: 13. August 2017, 7:45 Uhr
Insgesamt nur sieben Teilnehmerinnen, darunter keine aus deutschsprachigen Ländern

### Hochsprung
| Platz | Athletin                   | Land | Höhe (m) |
| ----- | -------------------------- | ---- | -------- |
| 1     | Marija Lassizkene          | ANA  | 2,03     |
| 2     | Julija Lewtschenko         | UKR  | 2,01 PB  |
| 3     | Kamila Lićwinko            | POL  | 1,99 SB  |
| 4     | Marie-Laurence Jungfleisch | GER  | 1,95     |
| 5     | Katarina Johnson-Thompson  | GBR  | 1,95 SB  |
| 6     | Morgan Lake                | GBR  | 1,95     |
| 7     | Mirela Demirewa            | BUL  | 1,92 SB  |
| 7     | Airinė Palšytė             | LTU  | 1,92     |

Finale am 12. August 2017, 19:05 Uhr

### Stabhochsprung
| Platz | Athletin           | Land | Höhe (m) |
| ----- | ------------------ | ---- | -------- |
| 1     | Katerina Stefanidi | GRE  | 4,91 WL  |
| 2     | Sandi Morris       | USA  | 4,75     |
| 3     | Robeilys Peinado   | VEN  | 4,65 NR  |
| 3     | Yarisley Silva     | CUB  | 4,65     |
| 5     | Lisa Ryzih         | GER  | 4,65     |
| 6     | Holly Bradshaw     | GBR  | 4,65     |
| 7     | Alysha Newman      | CAN  | 4,65     |
| 8     | Olga Mullina       | ANA  | 4,55     |

Finale am 6. August 2017, 19:00 Uhr

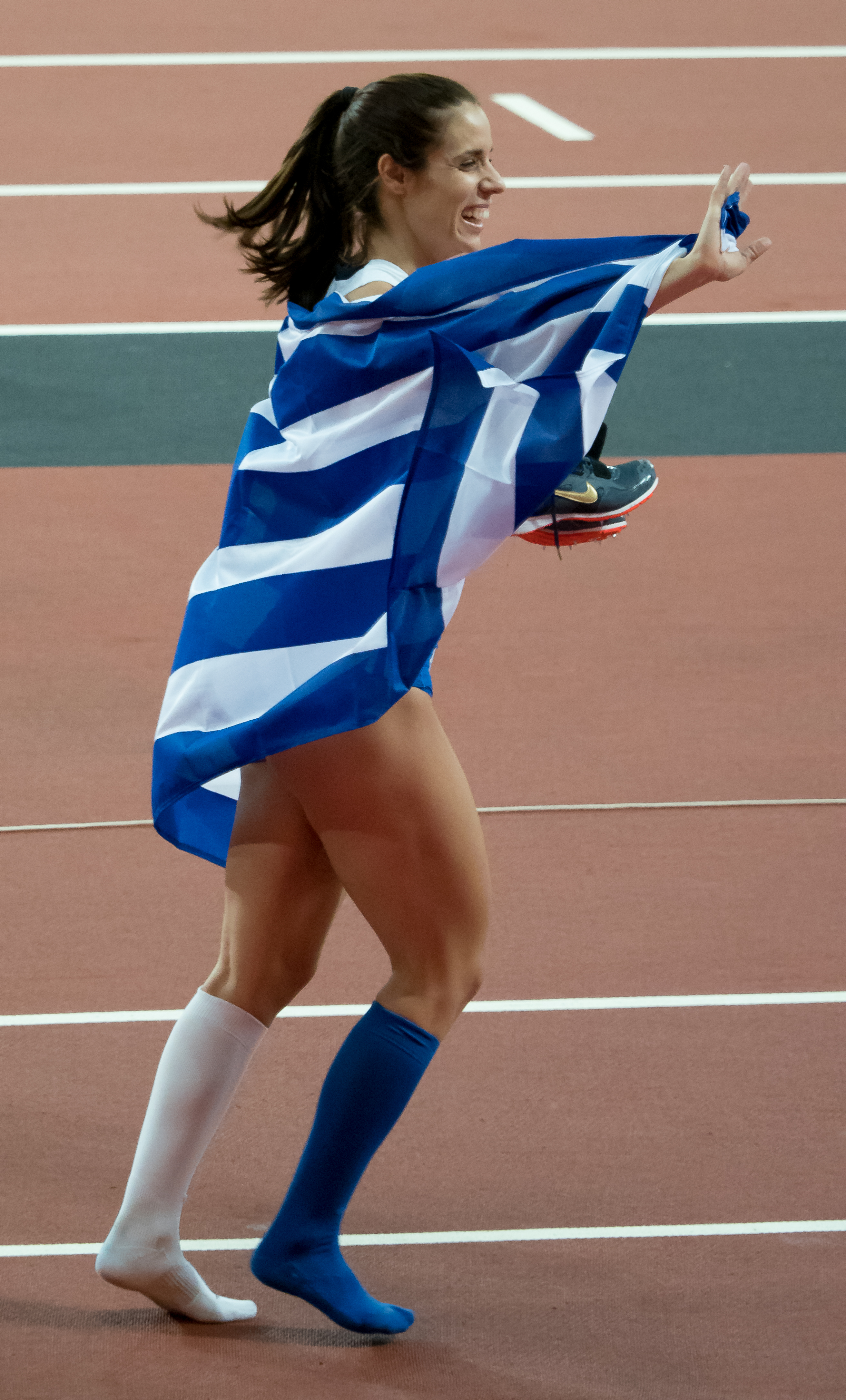
Weltmeisterin Ekaterini Stefanidi auf einer Ehrenrunde

Weitere Teilnehmerinnen aus deutschsprachigen Ländern:
- Friedelinde Petershofen – ausgeschieden in der Qualifikation, Gruppe B: Zehnte mit 4,20 m
- Silke Spiegelburg – ausgeschieden in der Qualifikation, Gruppe A: Siebte mit 4,35 m
- Nicole Büchler – im Finale Elfte mit 4,45 m
- Angelica Moser – ausgeschieden in der Qualifikation, Gruppe A: Sechste mit 4,50 m

### Weitsprung
| Platz | Athletin          | Land | Weite (m) |
| ----- | ----------------- | ---- | --------- |
| 1     | Brittney Reese    | USA  | 7,02      |
| 2     | Darja Klischina   | ANA  | 7,00 SB   |
| 3     | Tianna Bartoletta | USA  | 6,97      |
| 4     | Ivana Španović    | SRB  | 6,96      |
| 5     | Lorraine Ugen     | GBR  | 6,72      |
| 6     | Brooke Stratton   | AUS  | 6,67      |
| 7     | Chantel Malone    | BVI  | 6,57      |
| 8     | Blessing Okagbare | NGA  | 6,55      |

Finale am 11. August 2017, 19:10 Uhr
Teilnehmerinnen aus deutschsprachigen Ländern:
- Claudia Salman-Rath – im Finale Zehnte mit 6,54 m
- Alexandra Wester – ausgeschieden in der Qualifikation, Gruppe B: Zehnte mit 6,27 m

### Dreisprung
| Platz | Athletin                | Land | Weite (m) |
| ----- | ----------------------- | ---- | --------- |
| 1     | Yulimar Rojas           | VEN  | 14,91     |
| 2     | Caterine Ibargüen       | COL  | 14,89 SB  |
| 3     | Olga Rypakowa           | KAZ  | 14,77 SB  |
| 4     | Hanna Minenko           | ISR  | 14,42 SB  |
| 5     | Kristin Gierisch        | GER  | 14,33     |
| 6     | Anna Jagaciak-Michalska | POL  | 14,25     |
| 7     | Ana Peleteiro           | ESP  | 14,23 PB  |
| 8     | Shanieka Ricketts       | JAM  | 14,13     |

Finale am 7. August 2017, 20:25 Uhr
Teilnehmerin aus deutschsprachigem Land:

 Neele Eckhardt – im Finale Zwölfte mit 13,97 m

### Kugelstoßen

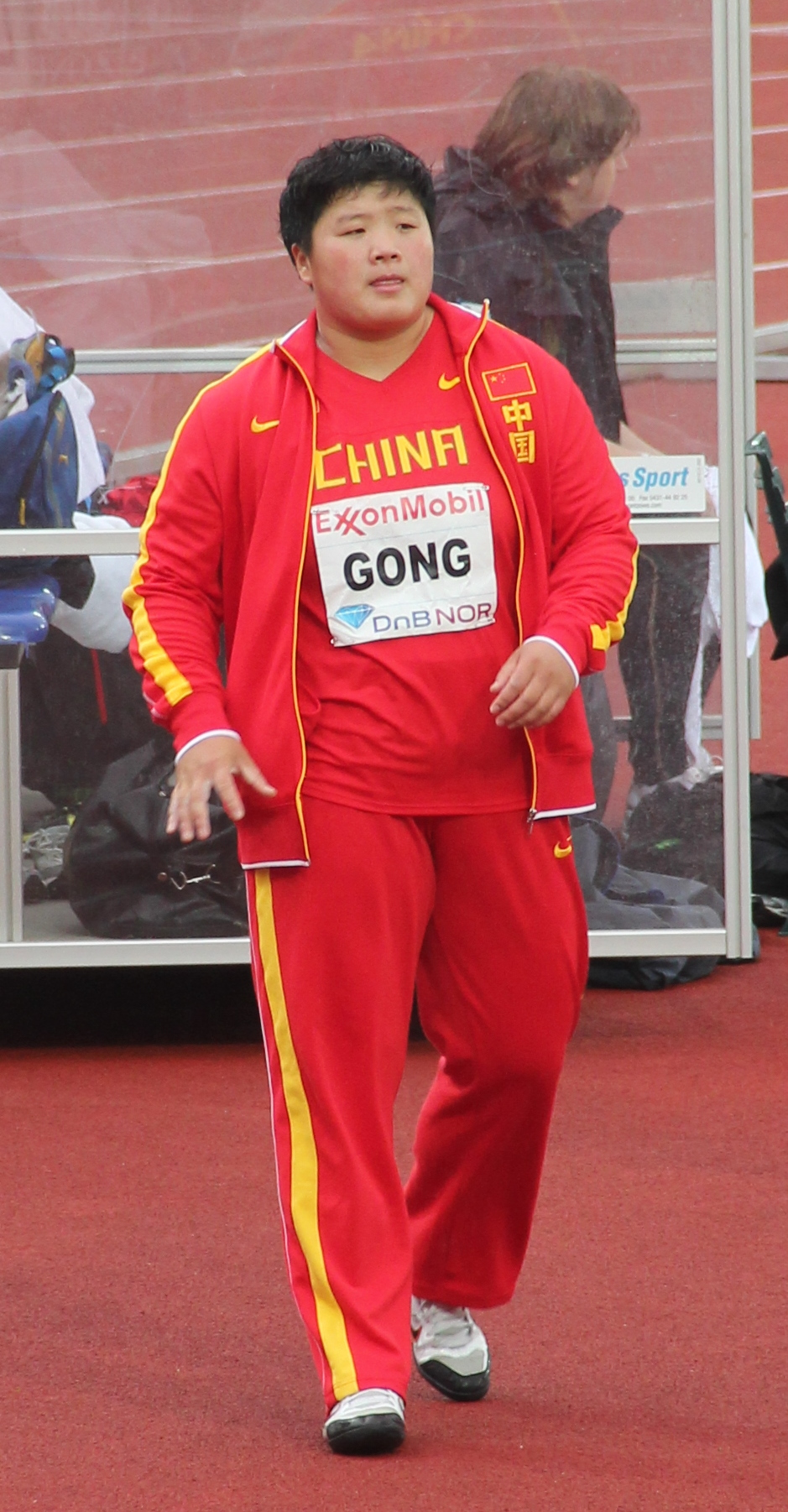
Gong Lijiao gewann das Kugelstoßen

| Platz | Athletin            | Land | Weite (m) |
| ----- | ------------------- | ---- | --------- |
| 1     | Gong Lijiao         | CHN  | 19,94     |
| 2     | Anita Márton        | HUN  | 19,49     |
| 3     | Michelle Carter     | USA  | 19,14     |
| 4     | Danniel Thomas-Dodd | JAM  | 18,91     |
| 5     | Gao Yang            | CHN  | 18,25     |
| 6     | Brittany Crew       | CAN  | 18,21     |
| 7     | Julija Leanzjuk     | BLR  | 18,12     |
| 8     | Yaniuvis López      | CUB  | 18,03     |

Finale am 9. August 2017, 20:25 Uhr
Teilnehmerin aus deutschsprachigem Land:

 Sara Gambetta – ausgeschieden in der Qualifikation, Gruppe B: Sechste mit 17,71 m

### Diskuswurf
| Platz | Athletin             | Land | Weite (m) |
| ----- | -------------------- | ---- | --------- |
| 1     | Sandra Perković      | CRO  | 70,31     |
| 2     | Dani Stevens         | AUS  | 69,64 OZ  |
| 3     | Mélina Robert-Michon | FRA  | 66,21 SB  |
| 4     | Yaimé Pérez          | CUB  | 64,82     |
| 5     | Denia Caballero      | CUB  | 64,37     |
| 6     | Nadine Müller        | GER  | 64,13     |
| 7     | Su Xinyue            | CHN  | 63,37     |
| 8     | Feng Bin             | CHN  | 61,56     |

Finale am 13. August 2017, 19:10 Uhr
Weitere Teilnehmerinnen aus deutschsprachigen Ländern:
- Julia Harting – im Finale Neunte mit 61,34 m
- Anna Rüh – ausgeschieden in der Qualifikation, Gruppe A: Sechste mit 60,78 m

### Hammerwurf
| Platz | Athletin            | Land | Weite (m) |
| ----- | ------------------- | ---- | --------- |
| 1     | Anita Włodarczyk    | POL  | 77,90     |
| 2     | Wang Zheng          | CHN  | 75,98     |
| 3     | Malwina Kopron      | POL  | 74,76     |
| 4     | Zhang Wenxiu        | CHN  | 74,53 SB  |
| 5     | Hanna Skydan        | AZE  | 73,38     |
| 6     | Joanna Fiodorow     | POL  | 73,04     |
| 7     | Sophie Hitchon      | GBR  | 72,32     |
| 8     | Kateřina Šafránková | CZE  | 71,34 SB  |

Finale am 7. August 2017, 19:00 Uhr
Teilnehmerinnen aus deutschsprachigen Ländern:
- Kathrin Klaas – im Finale Elfte mit 68,91 m
- Susen Küster – ausgeschieden in der Qualifikation, Gruppe A: Sechzehnte mit 62,33 m

### Speerwurf
| Platz | Athletin               | Land | Weite (m) |
| ----- | ---------------------- | ---- | --------- |
| 1     | Barbora Špotáková      | CZE  | 66,76     |
| 2     | Li Lingwei             | CHN  | 66,25 PB  |
| 3     | Lü Huihui              | CHN  | 65,26     |
| 4     | Sara Kolak             | CRO  | 64,95     |
| 5     | Eda Tuğsuz             | TUR  | 64,52     |
| 6     | Tazzjana Chaladowitsch | BLR  | 64,05     |
| 7     | Katharina Molitor      | GER  | 63,75     |
| 8     | Liu Shiying            | CHN  | 62,84     |

Finale am 8. August 2017, 19:20 Uhr
Weitere Teilnehmerin aus deutschsprachigen Land:

 Christin Hussong – ausgeschieden in der Qualifikation, Gruppe B: Achte mit 60,86 m

### Siebenkampf
| Platz | Athletin                  | Land | Punkte  |
| ----- | ------------------------- | ---- | ------- |
| 1     | Nafissatou Thiam          | BEL  | 6784    |
| 2     | Carolin Schäfer           | GER  | 6696    |
| 3     | Anouk Vetter              | NED  | 6636 NR |
| 4     | Yorgelis Rodríguez        | CUB  | 6594 NR |
| 5     | Katarina Johnson-Thompson | GBR  | 6558    |
| 6     | Ivona Dadic               | AUT  | 6417 NR |
| 7     | Nadine Visser             | NED  | 6370 SB |
| 8     | Claudia Salman-Rath       | GER  | 6362    |

Datum: 5. und 6. August 2017

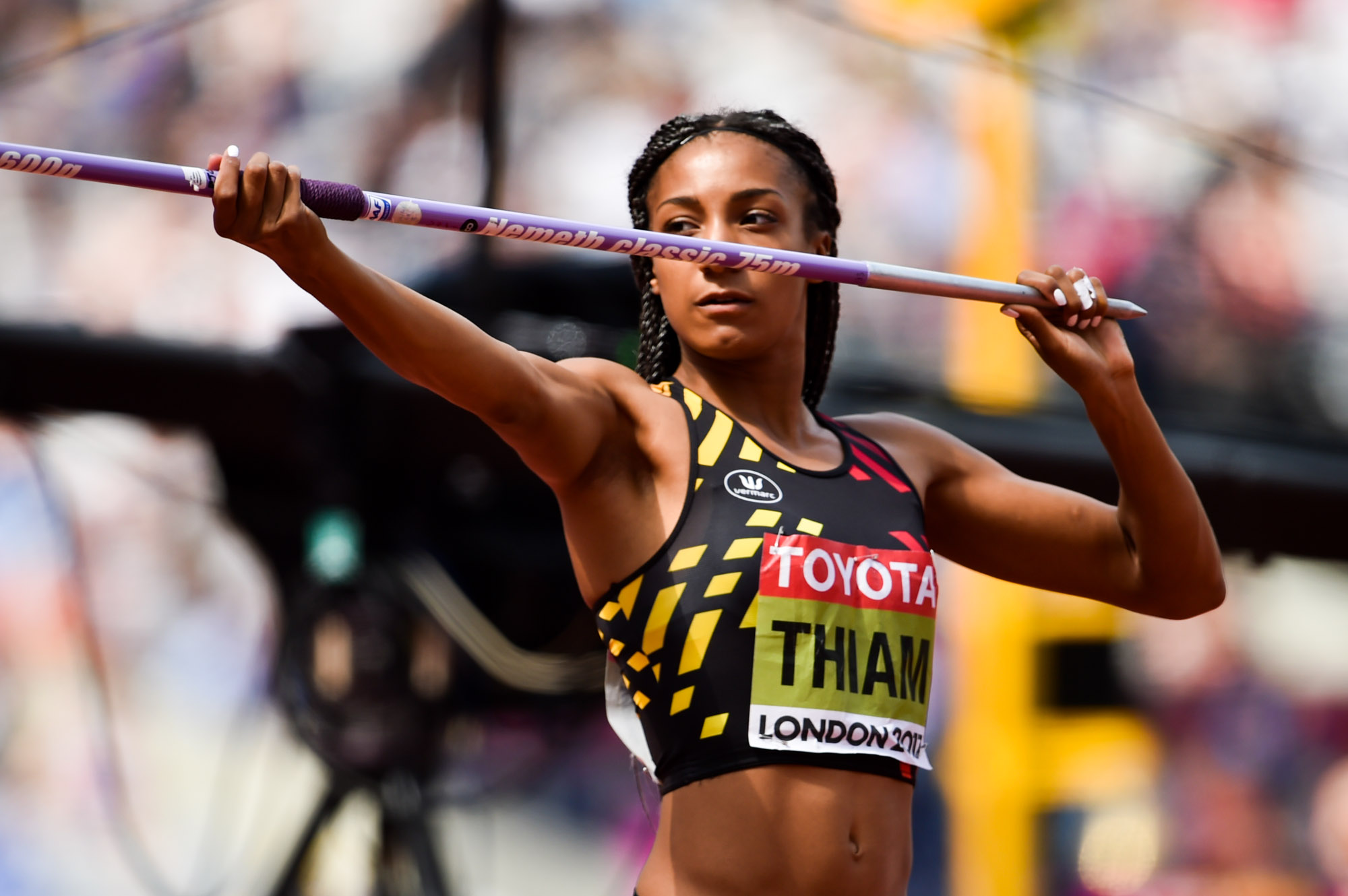
Nafissatou Thiam, Königin der Athletinnen

Weitere Teilnehmerinnen aus deutschsprachigen Ländern:
- Géraldine Ruckstuhl – Platz elf mit 6230 Punkten
- Caroline Agnou – Platz 21 mit 6001 Punkten
- Verena Preiner – Abbruch vor der letzten Disziplin wegen eines Asthmaanfalls